# ストラディバリウス

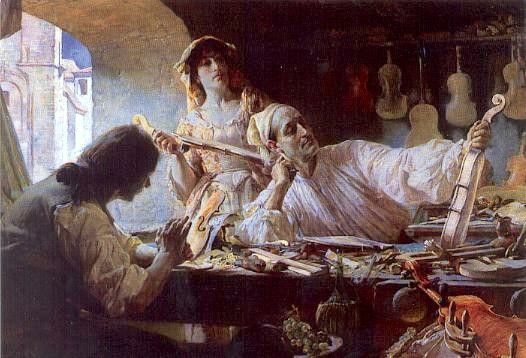
アントニオ・ストラディバリ 画エドガー・バンディ, 1893年: ロマン主義的な職人のイメージである。

ストラディバリウス（ラテン語: Stradivarius）は、イタリアのストラディバリ父子3人（父アントニオ、子フランチェスコ、オモボノ）が製作した弦楽器。特にアントニオ・ストラディバリが17世紀～18世紀にかけて製作した弦楽器が有名である。なお、通常「ストラディバリウス」といった場合は楽器を、「ストラディバリ」といった場合は楽器製作者を指す。
ストラディバリの製作した弦楽器には、18世紀の法令に基づきラテン語にてAntonius Stradivarius Cremonenſis（アントニウス・ストラディヴァリウス・クレモネンシス）というラベル（クレモナのアントニオ・ストラディバリ作、の意）が貼られている。ここから、彼（ら）の手による弦楽器は「ストラディバリウス」あるいは省略して「ストラド」と呼ばれる。

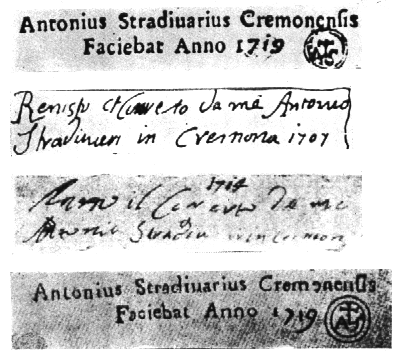
ストラディバリウスのラベル

ストラディバリ父子はヴァイオリンやヴィオラやチェロ、マンドリン、ギターなど約1100-1300挺の楽器を製作したとされ、約600挺が現存する。

## 楽器

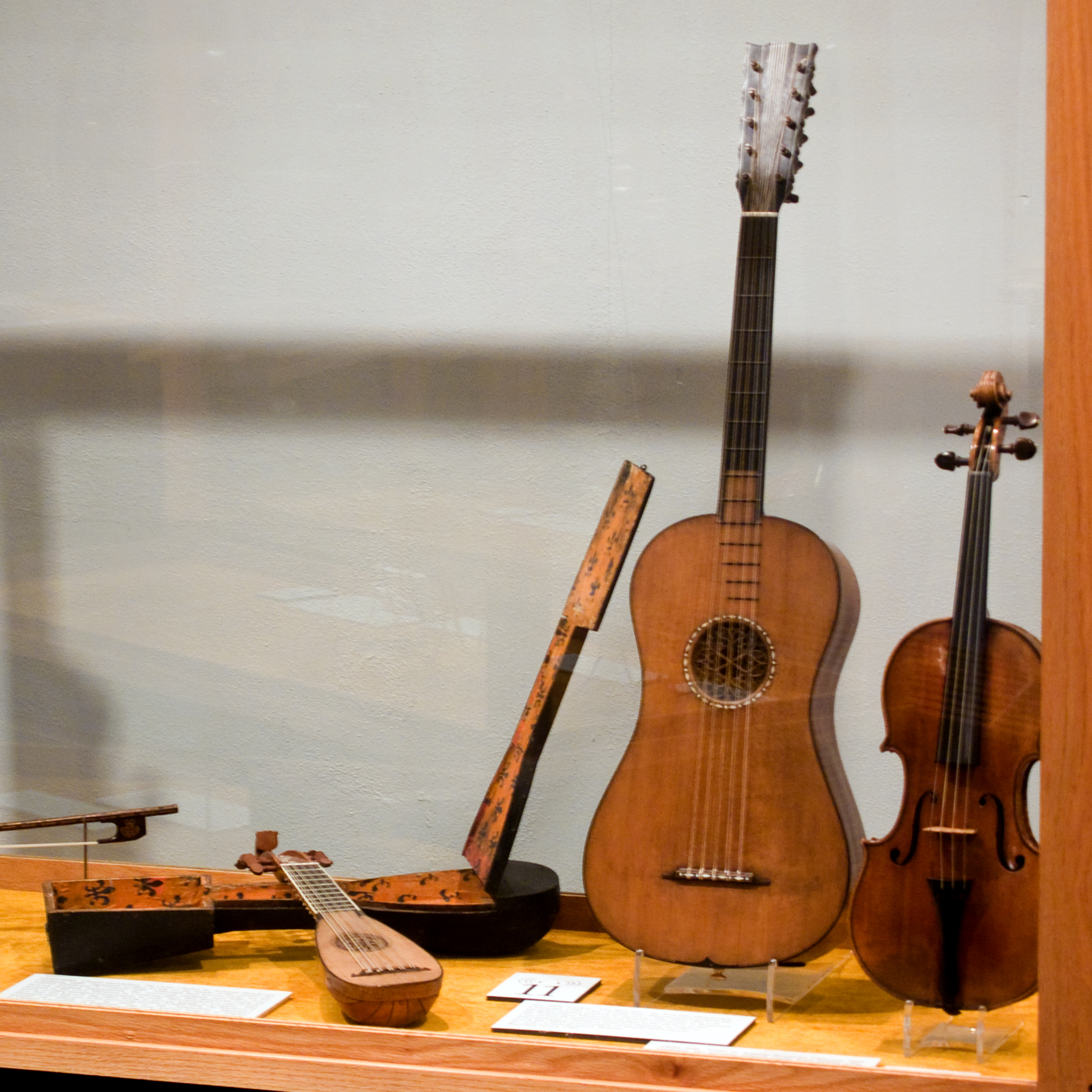
アメリカ合衆国サウスダコタ州バーミリオンのサウスダコタ大学キャンパス内にある国立音楽博物館で保存・展示されている、ストラディバリウスのヴァイオリン、ギター、マンドリン、弓、およびケース

現存するストラディバリウスは、ヴァイオリンが圧倒的に多く、ついでチェロ、ヴィオラの順である。マンドリン、ギター、ハープは極めて少数が残されているのみである。

### ヴァイオリン
約520挺が現存する。ストラディバリの時代のヴァイオリンはバロック・ヴァイオリンと呼ばれるものであり、主に室内楽に用いられた。市民革命後、王侯貴族の宮廷で演奏される室内楽から、都市市民の劇場における演奏会へと演奏形態が変化した。19世紀になって楽器製作の中心はパリに移り、より大きな華やかな音が出るヴァイオリンが求められた。フランスの楽器製作者ジャン＝バティスト・ヴィヨームやニコラ・リュポーらはバイオリンの、ネックの傾斜や指板の長さ・傾きとコマの高さ等を変更した新しいスタイルを確立した。既存のガット弦やバロック弓の使用を前提としていた楽器についても、改造が施された。ストラディバリウスもオリジナルから、バスパーやネックなどが改造されて使用されている。

### ヴィオラ
8挺が現存する。ヴァイオリンと比べると極めて少数が製作されたのみであり、その稀少性からヴァイオリンの約2倍、チェロの約1.5倍といった、極めて高額の価格がつけられる。音色についてはヴァイオリンほど高くは評価されていないが、そもそも稀少である上、良い状態で演奏可能なものが数挺しかないため、評価困難である。

### チェロ
63挺が現存する。ストラディバリが活躍した時代はチェロが現代のものと同じ大きさになる過渡期で、ストラディバリも当初胴長80cm前後の大型のチェロ（現代のチェロは胴長75cm前後）を製作していた。（これらの楽器の大部分は、その後小さく改造されている。）
その後1699年には胴長75cmの型が作られ、1700年以降に製作されたものはほとんどこの型によるものである。やや縦長のこのタイプは「ストラド型」と呼ばれ、現代のチェロはこのタイプが最も多い。音色はヴァイオリンと同様高い評価がされており、ムスティスラフ・ロストロポーヴィチが所有していた「デュポー」、グレゴール・ピアティゴルスキー、ヤーノシュ・シュタルケルが使用していた「ロード・アイレスフォード」、カルル・ダヴィドフ、ジャクリーヌ・デュ・プレが使用し、現在はヨーヨー・マが使用している「ダヴィドフ」が有名である。

### マンドリン
2挺が現存する。1680年製のものが国立音楽博物館に、1706年頃のものは、ロンドンの個人収集家チャールズ・ベアが所有している。マンドリーノ・コリストと呼ばれ、この楽器は、8本の弦を持っている。

### ギター
5挺と少数の断片が残されている。演奏可能なものは1679年製の「サビオナリ」1本のみである。

### ハープ
アルペッタ(arpetta、小型のハープ)1台が残されているのみである。ナポリ音楽院に保存されている。

### 弓
アントニオ・ストラディバリ作の2本の弓のうちの1本、「王チャールズ4世の弓」は1700年にクレモナで製作されたもので、現在、アメリカ合衆国サウスダコタ大学内の国立音楽博物館に「NMM 4882」として所蔵され、同館のローリンズ・ギャラリーで展示されている。なお、もう1本はロンドンで私蔵されている。

## 取引

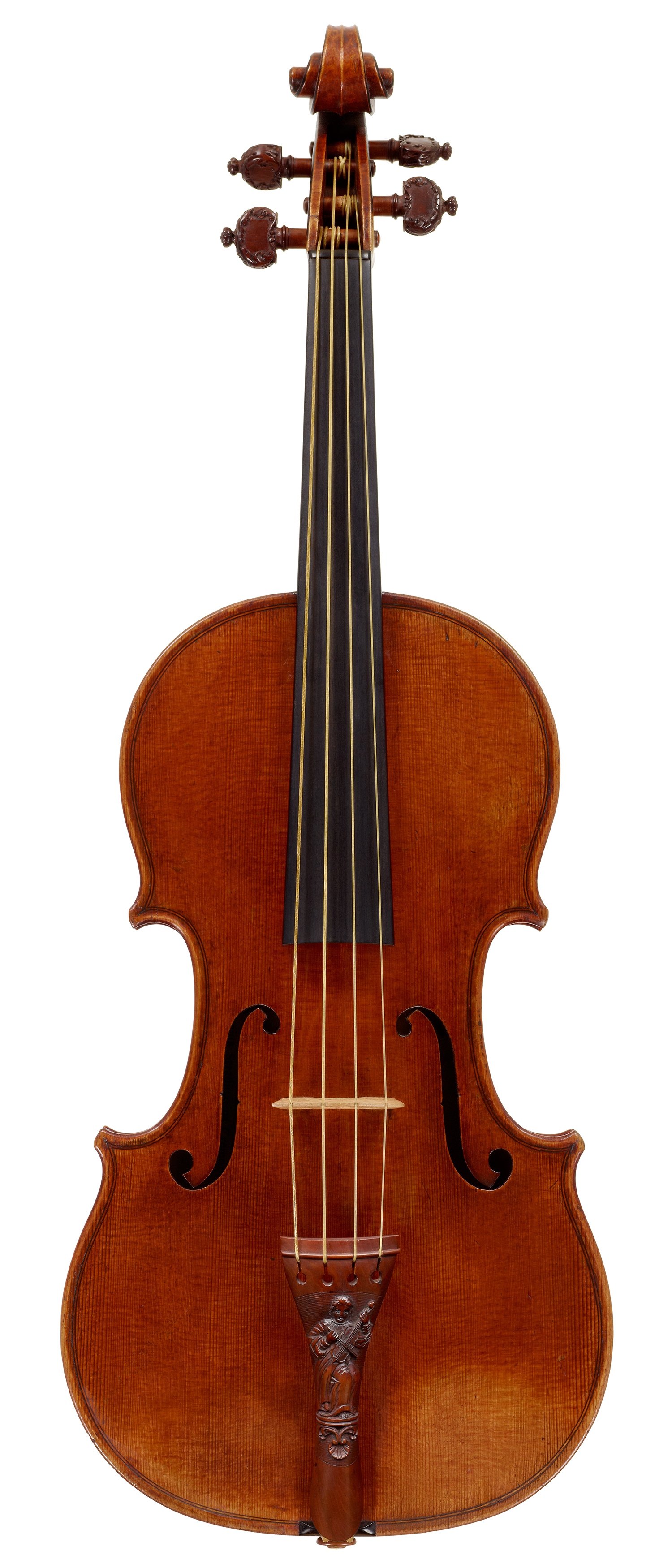
12億7420万円で落札されたストラディヴァリス『レディ・ブラント』

ストラディバリウスはヴァイオリニストや収集家の羨望の的であり、しばしばオークションにおいて高額で落札される。現存する真作で最も高値をつけたのは2011年6月21日に1589万4000ドル(約12億7420万円)で落札された1721年製のストラディバリウス「レディ・ブラント」である。それ以前は2006年に約4億円で競り落とされた「ハンマー」が最高記録だった。また、1699年製（愛称不明）が2億1700万円で落札されている。日本人では高嶋ちさ子がルーシーを2億円で購入、千住真理子がデュランティを2-3億円（正確な金額は非公表）で購入している。ただし、オークションで最高入札額をつけた楽器が最も高額とは限らない。有名で高額な楽器はオークションにかけられず、直接的な取引が行われることが多いためである。
また、高額な楽器が良い音がなるものとも限らない。これはストラディバリウスが美術品としての側面もあるからである。美術品としては、オリジナルの状態が保存され、あまり演奏されていないほうが価値が高まるが、楽器としては使い込まれたほうが良い音色となるからである。
日本国内では、特定の老舗弦楽器商で仕入れられることがある。また、資産家や所有団体、関係団体から演奏家へ期間限定あるいは終身契約で貸与される場合がある。日本では、公益法人や企業の保有しているストラディバリウスが音楽家に貸与されている。特に日本音楽財団は複数のストラディバリウスを保有し、国内外の演奏家に無償貸与している。

## 改造と補修
200年前と現在では、弦楽器に求められる諸条件が異なるため、現役楽器として使用されているストラディバリウスは広範囲な「改造」を受けており、オリジナルの状態ではない。最も大きな要因は金属弦の登場である。制作された17-18世紀はガット弦が使用されたが、現在は金属弦や合成繊維の弦が主流となっており、元々ガット弦用に設計されたストラディバリウスを、その後の弦楽器工が改造しているのである。ヴァイオリンなどの弦楽器は膠で接着され、容易にバラバラに解体することができる。ネック角の鋭角化とネック長を長くすることによる張力の増加や現代弦の張力に対応するために、バスバーは強度の大きいものに交換され、駒のデザインも変更するなどが主な内容となっている。変形を来たしたネックも適時交換されるが、どんなに状態が悪くても表板と裏板は、補修ののちに再利用される。

## 技術的知見

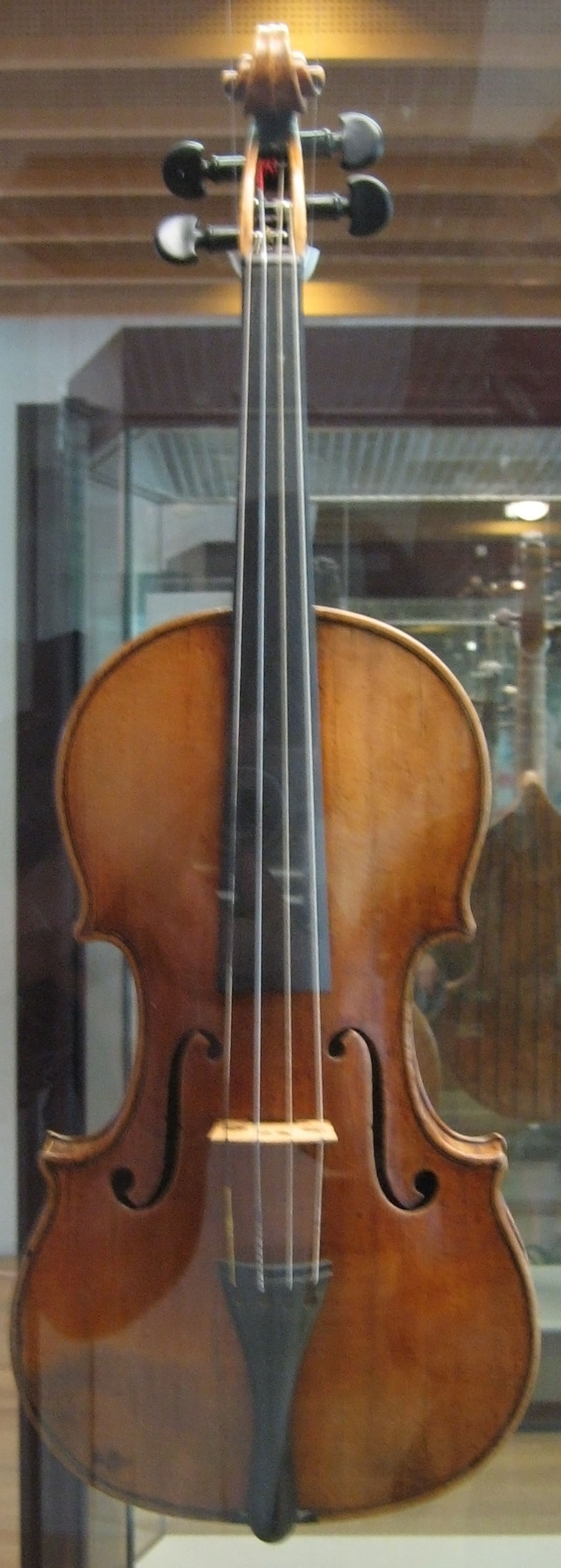
ベルリンの楽器博物館に展示されているストラディバリウス。1703年のもの。

ストラディバリウスの音色の秘密については、長い間科学的調査の対象とされていた。過去に様々な調査結果があり、それぞれ賛否両論である。現代人にどのヴァイオリンを使ったか知らせずに演奏を聴かせると、ストラディバリウスより現代製ヴァイオリンを好むという回答が多かったとの研究結果もある。ストラディバリウスの音色を再現したという現代の弦楽器製作者は自称・他称、複数存在するが評価は定まっていない。下記にこれまでに報告されている主な知見を記載する。

### ニスの秘密
かつては楽器の表面につかわれたニスがストラディバリウスの音色の鍵だとされていたが、21世紀に入ってこれを否定する意見が出された。複数のストラディバリウスを赤外線で分析した結果、ニスに使用されていたのは松ヤニと油だけであった。一部で推測されていたプロポリスなどの特殊な成分の配合は認められなかった。これらは18世紀の弦楽器製作者ではごく普通に使用されていたものであった。ガルネリやサロも同じ製法のニスを使っていたが、その製法は、欧州カラマツの松ヤニを煮詰めてコールタール状にし、それを常温に冷まして固化させたのちに、必要量を適時に粉砕して亜麻仁油で溶解して使用されていたとされる。顔料なども使用せず、亜麻仁油の添加量と重ね塗りの回数で楽器の色合いを調節した。度重なる修復により、補修者によって追加で塗られたニスが、楽器の音色を妨げているケースも多いとされ、後年になって塗られたニスを剥離してオリジナルの状態にすると、生まれ変わったように鳴り響く楽器もある。ストラディバリウスの後期の作品には、松ヤニが炭化するまで煮詰めて製造した黒っぽいニスを使用した楽器も存在する。一方、そのニスの使い方に工夫があるという意見もある。2021年の研究でも、ニスは当時一般的なものであり、特に特徴は無いとされている。

### 板の厚みの秘密
現代の弦楽器製作の技術は、楽器そのものに対する科学的な研究や技術開発が進んだこともあり、ストラディバリの時代の木工製作技術より優れている。例えばストラディバリウスをCTスキャンにかけて、その板の厚みをデジタルデータとして三次元的に数値化し、NC制御の多軸加工機で削り出すという事まで行われた。また、板を厚みではなく共鳴する周波数で各部分で均一化して、どこを叩いても同じ音で響くようにしているというのが鍵であるという意見もあり、その方法で作られた弦楽器も最近では流通している。なお、ストラディバリウスより前の時代の製作者のガスパロ・ダ・サロが作った楽器も、同じように音程に従って表板と裏板を削っており、この製作概念はストラディバリウスのオリジナルではないとされる。

### 経年変化
ストラディバリウスが作られた当時の音色は再現できても、作られたあと200年経過して木質が変化したストラディバリウスの音は再現が出来ないという意見もある。その音を再現しようとすると、弦楽器製作者がストックしているような伐採後数十年程度の木材では板厚が薄くなり過ぎて、楽器としての強度が保てないというのがその理由であるが、ストラディバリウスは新作楽器だった200年前でも名器とされていた事は説明できず、また制作後200年経過した楽器は、ストラディバリウス以外にも数多く存在することもストラディバリウスにおける経年変化を特別視する理由とはならない。2021年の研究でも、モダン楽器と変わらない強度でありセルロースの再結晶化も認められないとされている。

### 防腐処理
かつて王侯貴族に楽器の秘密は何かと尋ねられると、ストラディバリは「新鮮な木材をそのまま使っているからです」と答えたとされる。これを疑問に思った後世の研究者は、楽器に使用されている木材について調査を行った。その結果、木材から灰汁の成分が検出されたと報告し、木材の下処理によって硬くしているのが音色の秘密であるという報告を行っている。
2021年、ストラディバリウスを含むオールド楽器の木材についての研究でいくつかの化学物質が検出されたことが報告された。この調査では、ホウ素、亜鉛、銅、鉄、アルミニウム、カルシウム、カリウム、硫黄が検出された。これらの化学物質はガルネリやアマティの楽器でも検出された。またストラディバリ制作の楽器であっても検出される楽器や全く検出されない楽器もあり、また検出される元素はまちまちであった。テストに使用されたアマティ2本からは共にホウ酸と鉄が検出されたが、用意されたストラディバリウス（チェロやビオラを含む）にホウ酸と鉄が両方とも検出された楽器は8本中2本のみであった。またガルネリからはストラディバリウスやアマティから検出されないカルシウムが強く検出された。当時は虫食い被害が深刻であり、これらの薬剤は殺菌や防腐のために使用された食塩・石灰・ミョウバンに由来すると考えられている。この研究者はその処理によって木材の音響的特性が影響を受けている可能性があり、これらのクレモナ製作者がそれに気が付いていたかもしれないと推論した。使用された木材についても検討が行われ、今日使用されている同じ木材であることが確認された。経年変化によるセルロースの結晶化が音質向上の要因であるという仮説を唱える人もいるが、この研究のX線回折ピーク解析では新作楽器の木材とストラディバリウスの木材でのセルロースの結晶化度に明らかな違いは認められなかった。

## 音色に関する実験と問題点
ブラインドテストを行うと、ストラディバリウスは1/100の値段で取引されている現代の新作楽器に劣っているという実験結果が報告されている。フランス・ソルボンヌ大学の音響物理学のClaudia Fritzや弦楽器制作家のジョセフ・カーティン、ダダリオの技術開発ディレクターのファン・タオらを中心とする国際研究グループによって論文が作成されている。

### インディアナポリスでの実験
最初の実験はインディアナポリスで2010年9月に開催された第8回ヴァイオリンコンクールで実施され米国科学アカデミーに発表された。23人のプロ演奏家が、20台のヴァイオリンから「音色」「音の伝達性」「演奏しやすさ」「演奏への反応性」の4点について評価を行い、上位の4台を選出するテストだった。テストの度に、最も悪いと感じた楽器にはマイナスポイントが与えられた。しかし実際に用意されたのは新作楽器3台と2台のストラディバリウスと1台のグァルネリの合計6台で、同じ楽器を違う楽器と偽って複数回演奏させることで判断の精度を高める工夫がされた。演奏者は溶接用のサングラスをかけて何を演奏しているか視覚的に判断できないように二重盲検査試験で実施された。楽器の違いも感じ取れないように顎当ての下に僅かな臭いがする物体を取り付けた。各楽器は貸し出されたままの状態で、一般的な弦が使用された楽器であった。21人の被験者には、コンテストの出場者が4人、コンテストの審判者2人、インディアナポリス交響楽団のメンバーが含まれ、19人がプロを自称し、10人が音楽の博士号を持ち、出場者4人のうち2人はこのコンテストに入賞した。テストの結果、最も優れた楽器として新作楽器が選ばれ、最も悪い楽器とされたのは1700年に制作されたストラディバリウスであった。具体的な順位は、「新作楽器2>>新作楽器3>ガルネリ>ストラディバリウス1715年>新作楽器1>ストラディバリウス1700年」の順であった。最も悪い楽器であるとして多数の演奏者からマイナス評価を得た1700年のストラディバリウスは、長年に渡り数多くの巨匠がコンサートやレコード録音で度々使用されるという輝かしい経歴をもつ楽器であった。

#### 問題点の指摘
実験に参加した演奏者には、最も音が良かったのは新作楽器だったと認めつつも、この実験は｢どの楽器が良い楽器か｣で選考され、｢どの楽器がストラディバリウスか｣という基準で選考していれば違う結果になった可能性を指摘する演奏者もいた。この実験は狭いホテルの一室で実施されたために、その実験環境に問題があるという批判もあった。また演奏が少数のトップクラスの演奏家に限られたことも問題として指摘された。

### ヴァンセンヌでの再実験
2012年9月に再実験が行われた。再実験では6台のストラディバリウスと2台のガルネリを含んだ9台のビンテージヴァイオリンが用意され、それらの1/100の価格で取引されている新作ヴァイオリン13台の合計22台が10名の世界的演奏者によって75分間演奏され、演奏者自身によって楽器のランク付けを行った。演奏者には、「自分がもし楽器を交換するなら、どの楽器を使いたいか」という趣旨で選定を行わせ、『新作楽器vsビンテージ楽器』の実験であるということは伏せられた。そのランキング上位2つのヴァイオリンと演奏者が自己所有する楽器との比較も行われた。実験は、300人収容のパリ・ヴァンセンヌの音楽ホールとリハーサル室で実施され、60人の聴衆もその音色を評価した。演奏は、独奏やピアノ伴奏、オーケストラとの伴奏で比較された。前回同様に実験は二重盲テストの形式で行われ、演奏者は溶接作業用のサングラスを付け、聴衆は薄いカーテン越しに音を聴いて各楽器を評価した。選考の結果、新作楽器の1つが4人の演奏者によって12台中で最高であると評価され、残る6人の演奏者もその楽器を次点として選定した。上位4位までにランクインした楽器の数は、新作楽器:ビンテージ楽器が4：1であり、新しい楽器を高く評価する傾向がみられた。聴衆もストラディバリウスを含んだビンテージヴァイオリンより新作ヴァイオリンの方を高く評価した。
更に付加実験として、「今弾いている楽器は新作楽器かビンテージ楽器か」を当てるテストも実施された。その結果、正解が31回、不正解が33回、答えが曖昧だったのは5回であり、演奏者は演奏している楽器がビンテージ楽器か新作楽器かも区別することが出来なかった。ただし、どの楽器が自分にとって好ましい楽器かは即座に判断を下すことが出来た。
- 2012年の再実験の模様（動画） You1tube 「2012 - The Paris Double-Blind Violin Experiment」

### 評価
- 2度の実験の結果、双方においてストラディバリウスは演奏者の高い評価を得ることができず[23][24]、現代の製作者の作る楽器の音色は、すでにストラディバリウスを超えていることが示唆された[23][28]。また演奏家は自分が演奏している楽器が新しいのか古いのかも区別出来ず、長年数多くの巨匠がコンサートやレコーディングに愛用していたストラディバリウスといえども客観的な評価を行うと決して音が良いという訳ではないことも示した[26]。
- テストに参加したプロ演奏家の1人は、新作楽器は年月と共に音色が良くなるが、ビンテージ楽器はその絶頂期を超えて音が悪くなる一方という事情もある[24]。ビンテージ楽器には『骨董品』としての価値もあり演奏家の演奏に華を添えるものなのでその価値は失われるものではないと述べている[24]。

## 多重奏セット
ストラディバリは何組かの多重奏セットを作っており、以下のものが知られている。

### スパニッシュ・クァルテット（クインテット）

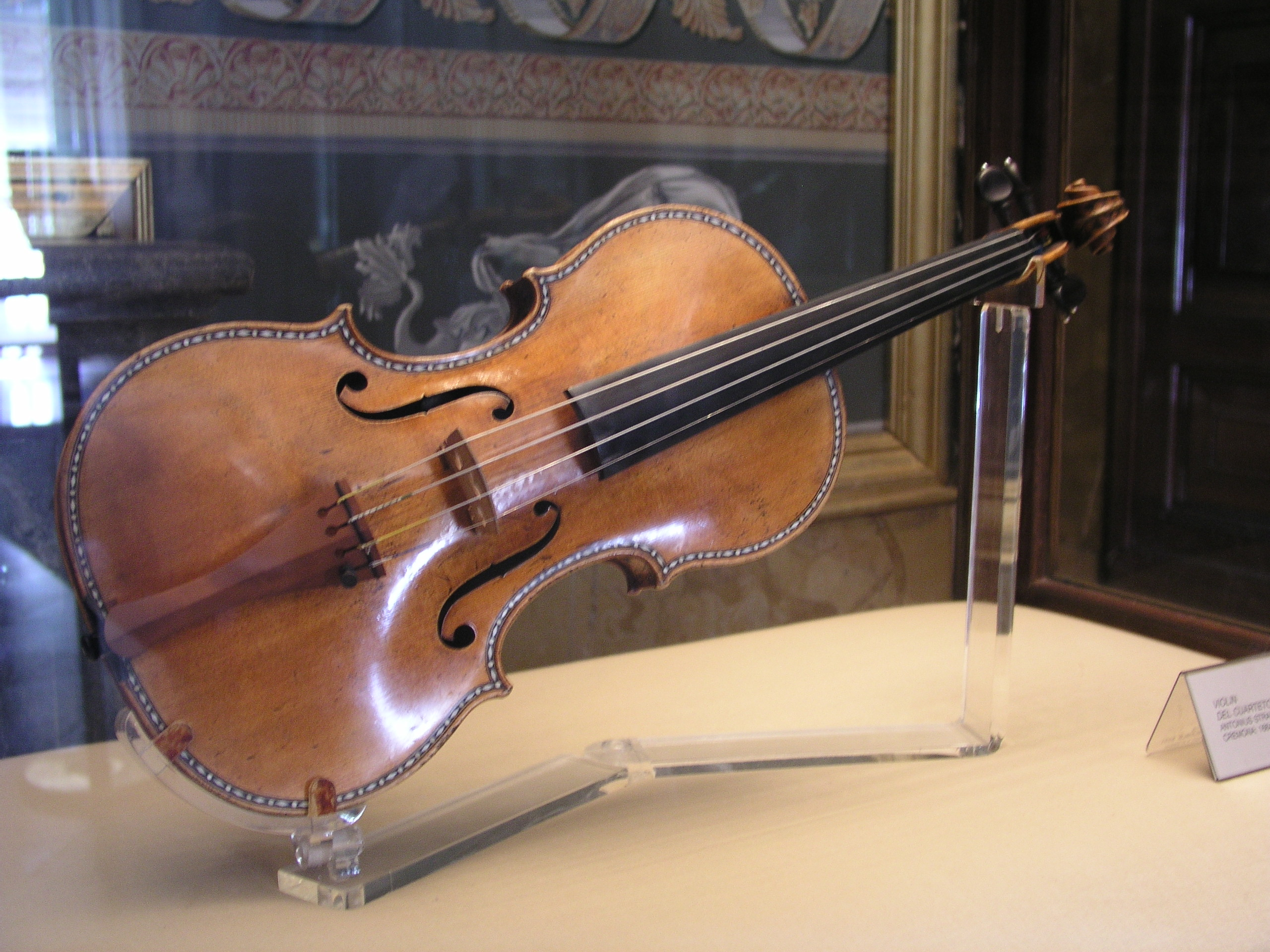
マドリードの王宮に展示されているヴァイオリン「スパニッシュⅡ」。1687～1689年頃のもの。

スペイン王室が所有するもので、ヴァイオリン2挺、コントラルト・ヴィオラ（一般的な大きさのヴィオラ）、チェロで構成されるクァルテット（四重奏）用のセット。本来クインテット（五重奏）用のセットであるが、2017年現在テナー・ヴィオラが所在不明となっている。
アントニオ・ストラディバリは1702年にスペイン王フェリペ5世がクレモナを行幸した際にこのセットを献上しようとしたが、スペイン継承戦争のあおりを受け、実現しなかった。
結局このセットはアントニオが死ぬまでその手元にあったが、その後遺産を受け継いだ末子パオロがブランビッラ神父という人物に売却し、さらに神父は1772年にスペイン王室に売却した。以来、このセットはスペイン王室が所有しているが、フェルナンド7世の時代にナポレオン戦争があり、その際にスペインから持ち出されたと考えられ、この時に2挺のヴィオラが失われている。（コントラルト・ヴィオラはその後1951年にスペインに帰還。）
| 愛称                                                      | 種別 | 制作年 | 備考 |
| --------------------------------------------------------- | ---- | ------ | ---- |
| スパニッシュI (Spanish I)                                 | Vn   | 1689年 |      |
| スパニッシュII (Spanish II)                               | Vn   | 1689年 |      |
| スパニッシュ・コート (Spanish Court)                      | Va   | 1696年 |      |
| スパニッシュ・コート (Spanish Court)、デコラド (Decorado) | Vc   | 1694年 |      |

### タスカン・クインテット
タスカン・クインテットは、アリベルティ公爵という人物がトスカーナ大公コジモ3世の息子フェルディナンドに贈るために作られたもので、そのため「タスカン（トスカーナ）・クインテット」と呼ばれる。ヴァイオリン2挺、コントラルト・ヴィオラ、テナー・ヴィオラ、チェロで構成される。このうち2挺のヴィオラはスパニッシュ・クインテットと同じ型枠から作られたことがわかっており、型枠には「トスカーナ大公のために」と書かれている。
メディチ家断絶後はそれぞれ別に所有されているため、一堂に会する機会は稀である。これらのうちヴァイオリン1挺、テナー・ヴィオラ、チェロはフィレンツェを出た記録がなく、現在はケルビーニ音楽院に保管されている。
| 愛称              | 種別 | 制作年 | 所有者                     | 備考 |
| ----------------- | ---- | ------ | -------------------------- | --- |
| タスカン (Tuscan) | Vn   | 1690年 | サンタ・チェチーリア音楽院 | ジョコンダ・デ・ヴィートおよびピーナ・カルミレッリが使用。                                                                   |
| メディチ (Medici) | Vn   | 1716年 | ケルビーニ音楽院           | タスカン・クインテットのうち唯一制作年が異なるため、元々のタスカン・クインテットには含まれず、差し替えられたという説がある。 |
| タスカン (Tuscan) | Va   | 1690年 | アメリカ国会図書館         | コントラルト・ヴィオラ。 |
| メディチ (Medici) | Va   | 1690年 | ケルビーニ音楽院           | テナー・ヴィオラ。ストラディバリウスとしては珍しくほとんどのパーツが交換されておらず、オリジナルの状態で保管されている。     |
| メディチ (Medici) | Vc   | 1690年 | ケルビーニ音楽院           | |

### パガニーニ・クァルテット
その名の通り、伝説的なヴァイオリニストニコロ・パガニーニが所有していたクァルテット。ヴァイオリン2挺、ヴィオラ、チェロで構成される。
1994年から2017年8月現在まで、全て日本音楽財団がコーコラン美術館から購入し、所有している。
コーコラン美術館にこのクァルテットを寄贈したアンナ・E・クラーク夫人の意志により、4挺を常にセットとして四重奏団に貸与されている。
クリーヴランド弦楽四重奏団、東京クヮルテットなどが使用し、2013年12月よりハーゲン弦楽四重奏団が使用している。
| 愛称                                                                             | 種別 | 制作年 | 所有者       | 備考 |
| -------------------------------------------------------------------------------- | ---- | ------ | ------------ | --- |
| パガニーニ・コンテ・コツィオ・ディ・サラブーエ (Paganini-Conte Cozio di Salabue) | Vn   | 1727年 | 日本音楽財団 | パガニーニが所有する前は、著名なヴァイオリン収集家イグナツィオ・アレッサンドロ・コツィオ・ディ・サラブーエ伯爵が所有していた。サラブーエ伯爵は、他に「メサイア」、「ムンツ」などのストラディバリウスを所有していたことでも知られる。このヴァイオリンはパガニーニが実際に弾いたと言われており、通常のストラディバリウスとはやや異なる力強い音が鳴るのが特徴である。 |
| パガニーニ・デサン (Paganini-Desaint)                                            | Vn   | 1680年 | 日本音楽財団 | |
| パガニーニ・メンデルスゾーン (Paganini-Mendelssohn)                              | Va   | 1731年 | 日本音楽財団 | 「メンデルスゾーン・クァルテット」と呼ばれていたセットの一部で、パガニーニが所有する前はベルリンのメンデルスゾーン一族が所有していた。 |
| パガニーニ・ラーデンブルク (Paganini-Ladenburg)                                  | Vc   | 1736年 | 日本音楽財団 | パガニーニが所有する前はメンデルスゾーン一族が所有していた。 |

## ストラド・モデル
ストラディバリのヴァイオリンやチェロの寸法などをコピーして後世の弦楽器製作者が模倣した楽器は「ストラド・モデル」と呼ばれる。ストラド・モデルは、ヘッドスクロールやF字孔の形状などが主たる模倣の対象で、グァルネリ・デル・ジェスの模倣と並び、ヴァイオリン属のデザインの古典となっている。これらストラド・モデルは、名前がつけられている特定の楽器の（傷や左右非対称といった）忠実な外的模倣から、現存するストラディバリウスの最大公約数に基づいたコピーまで多様である。現代の寸法標準は、ストラディバリウスのロングモデルから形式的に取られており、世界中の職人がそれに則っている。

## 演奏家
w:List of Stradivarius instrumentsを参照
ストラディバリウスにはその所有者や演奏者の来歴が明らかなものがあり、たどってきた軌跡に由来する二つ名（通称）が付けられている。たとえば、イツァーク・パールマンのヴァイオリンは「ソイル」、ジャクリーヌ・デュ・プレやヨーヨー・マが使用したチェロは「ダヴィドフ」の名で知られる。
そのほかにストラディバリウスを愛用した演奏家として有名な人物には、ジャック・ティボー、ミッシャ・エルマン、ジノ・フランチェスカッティ、ナタン・ミルシテイン、アルテュール・グリュミオー、ダヴィッド・オイストラフなどが挙げられる。

## 楽器一覧

### ヴァイオリン
| 愛称                                            | 制作年 | 所有していた人物 | 備考 |
| ex-Back                                         | 1666年 | Fridart Foundation | |
| Dubois                                          | 1667年 | Canimex inc. | アレクサンドレダコスタに貸与中。 |
| Aranyi                                          | 1667年 | Francis Aranyi (collector) | 1986年11月12日、サザビーズロンドンで販売。 |
| ex-Captain Saville                              | 1667年 | Jean-Baptiste Vuillaume Captain Saville (1901 - 1907) | 現在アンドレ・リュウに貸与中。 |
| アマテーゼ (Amatese)                            | 1668年 | | ストラディヴァリの最も初期の楽器の1つとして多くの参考書に記載されているが、現代のコンセンサスは、ストラディバリウスではないというものである。1982年2月3日にサザビーズニューヨークで「面白いバイオリン」として販売された。 |
| Clisbee                                         | 1669年 | Mrs. Clisbee | 2003年からイタリアのクレモナにあるMuseo del Violinoで展示されている。 |
| オイストラフ (Oistrakh)                         | 1671年 | グリンカ中央音楽博物館（モスクワ） | ダヴィッド・オイストラフが所有していたもの。オイストラフはベルギー王妃エリザベートから1969年に受け継いだ。この楽器はニコロ・アマティの様式で作られており、小振りの楽器でオイストラフの手には合わなかったため、オイストラフはこの楽器で演奏することはなかった。オイストラフの死後、夫人がグリンカ中央音楽博物館に寄贈。この楽器は1996年5月に盗まれたが2001年に戻された。 |
| Selliere                                        | 1672年 | カルロス4世 (スペイン王) | |
| Spanish                                         | 1678年 | フィンランド文化財団 | フィンランド人ヴァイオリニストエリーナ・バハラに貸与。 |
| ヘリエ (Hellier)                                | 1679年 | Sir Samuel Hellier | スミソニアン協会 |
| Paganini-Desaint                                | 1680年 | 日本音楽財団 | パガニーニ・クァルテットに含まれる。2017年8月現在、ハーゲン弦楽四重奏団のライナー・シュミットに貸与されている。 |
|                                                 | 1680年 | The collection of Mr & Mrs Rin Kei Mei | |
|                                                 | 1681年 | Reynier and Count de Lachenais | ナポレオン3世からフランスのヴァイオリニスト、レオンレイニエルに贈られたと思われる。レオンレイニエルは、1881年にマルセイユのラシェナイ伯爵に売却した。アルバート・カレッサの仲介により、1924年にジョン・ワナメーカーのコレクションとなり、1929年にはルドルフ・ウーリッツァー社に買収された。最後に知られた所有者はMiles Franklin Yountであった。Reynierは1727年のバイオリンも所有していた（下記を参照）。 |
| Fleming                                         | 1681年 | | |
| Bucher                                          | 1683年 | | 2019年よりアルマ・ドイッチャーに貸与中。この貸し出しはTarisio Trustによって管理されている。 |
| Derpinina                                       | 1683年 | | |
| Cipriani Potter                                 | 1683年 | Cipriani Potter | |
| Cobbett; ex-Holloway                            | 1683年 | | ストラディバリ協会の仲介により、セジョンへ貸与。 |
| ex-Croall                                       | 1684年 | WestLB | |
| ex-Elphinstone                                  | 1684年 | | 2005年以来、ウクライナのキエフフィルハーモニー管弦楽団の芸術監督兼指揮者であるフィリップグリーンバーグが所有している。 |
| The Marquis                                     | 1685年 | Marchese Spinola Mark Kaplan | |
| ex-Arma Senkrah                                 | 1685年 | The Ruggeri - Stiftung。 | ボグダンボゾビッチに貸与中。 |
| ex-Castelbarco                                  | 1685年 | | |
| Eugenie, ex-Mackenzie                           | 1685年 | anonymous | フォートワース交響楽団のアソシエイトコンサートマスター、スワン・リンに貸与中。 |
| ex-Nachez                                       | 1686年 | Dr. Winfred and Mr. John Constable | |
| Rosenheim                                       | 1686年 | William Rosenheim | |
| Goddard                                         | 1686年 | Miss Goddard Antonio Fortunato | |
| Ex Bello, Marie Law                             | 1687年 | c.1875: from George Parsons to Hart & Son (London) c.1900: John Lawson (Liverpool) c.1910: Anonymous, lent to Marie Law 1921: Robert A. Bower (Somerset, UK) 1924: Rudolph Wurlitzer Company (Cincinnati, USA) 1927: J. Mariano Bello (Mexico) 1997: Anonymous 2012: Italian collector from Rare Violins New York auction | マリステッラ・パトゥッツィに貸与中。ストラディヴァリは、デッカのアルバム「インティマメンテ・タンゴ」（2015、No。4811489）と、ブリリアント・クラシックスが出版したマヌエル・デ・シカの新しいヴァイオリン協奏曲（2014、No。94905）の録音に使用された。 |
| オーレ・ブル (Ole Borneman Bull)                | 1687年 | オーレ・ブル (1844) Dr. Herbert Axelrod (1985 - 1997) | 1997年にハーバート・R・アクセルロッドがスミソニアン協会に寄贈したもので、現在はアクセルロッド・カルテットの一部となっている。 |
| Mercur-Avery                                    | 1687年 | | 2002年からボルティモア交響楽団のコンサートマスターであるジョナサン・カーニーに貸与中。 |
|                                                 | 1688年 | The collection of Mr & Mrs Rin Kei Mei | |
| Baumgartner                                     | 1689年 | Canada Council for the Arts | 2021年までEmma Meinrenkenに貸与中。 |
| Arditi                                          | 1689年 | Dextra musica AS, Norway | オスロ・フィルハーモニー管弦楽団のコンサートマスター、エリーゼ・バトネスに貸与中。 |
| Spanish I                                       | 1689年 | Patrimonio Nacional, Palacio Real, Madrid, Spain | ロス・デコラドスとロス・パラティノスと呼ばれるヴァイオリンのデュオ（スペイン語IとII）の一部で、スペイン宮廷のヴィオラ（1696年）とチェロ（1694年）と合わせてデル・クアルテート・レアル（王家の四重奏）とも呼ばれている。 |
| Spanish II                                      | 1689年 | Patrimonio Nacional, Palacio Real, Madrid, Spain | ロス・デコラドスとロス・パラティノスと呼ばれるヴァイオリンのデュオ（スペイン語IとII）の一部で、スペイン宮廷のヴィオラ（1696年）とチェロ（1694年）と合わせてデル・クアルテート・レアル（王家の四重奏）とも呼ばれている。 |
| Ex-Leopold Auer                                 | 1690年 | | ストラディヴァリ協会の仲介により、ヴァディム・グルズマンへ貸与。 |
| Bingham                                         | 1690年 | | |
| Boissier-Sarasate                               | 1690年 | Real Conservatorio Superior de Musica de Madrid | その所有者にちなんで名付けられたこのバイオリンは、以前はナバラのミュージシャン、パブロ・デ・サラサーテが所有していた2つのストラディバリウス楽器の1つである。 |
| Ex-Ries                                         | 1691年 | ラインホールド・ヴュルト音楽財団 | 2008年よりヨシフ・レンドヴァイJr.に貸与。2020年10月より、ドイツ人ヴァイオリニストのヴェロニカ・エーベルレに貸与中。 |
| Bennett                                         | 1692年 | Winterthur-Versicherungen | ハンナ・ヴァインマイスターに貸与中。 |
| Falmouth                                        | 1692年 | Gert-Jan Kramer | ダラス交響楽団コンサートマスター、アレックス・カーに貸与中。 |
| ’’Queux de Saint-Hilaire                        | 1692年 | Long-pattern (longuet).。シテ・ド・ラ・ミュジック 音楽美術館（パリ） | 1890年にパリ国立高等音楽・舞踊学校に寄贈。シテ・ド・ラ・ミュジック 音楽美術館 に展示中。 |
| Gould                                           | 1693年 | George Gould | 1955年にグールドからメトロポリタン美術館に遺贈。 |
| Harrison                                        | 1693年 | Richard Harrison Henry Hottinger Kyung-wha Chung | 国立音楽博物館のコレクション。 |
| Baillot-Pommerau                                | 1694年 | | かつてアーサー・キャターオールが所有し、その後アルフレード・カンポリが所有。 |
| ex-Halíř or Strad Halir 1694                    | 1694年 | カレル・ハリーシュ Philip Greenberg, Artistic director and conductor of the Kiev Philharmonic, Ukraine Dr. Harold Dinkens Robert Schumitzky, Associate Concertmaster at Opera Pacific Orchestra and first violin at Orchestra Nova San Diego and Pacific Symphony | 1905年10月19日、リヒャルト・シュトラウスがシュターツカペレ・ベルリン を指揮し、カレル・ハリーシュがこの楽器を演奏して、 シベリウスのヴァイオリン協奏曲の改訂稿を初演した。 |
| Francesca                                       | 1694年 | メトロポリタン美術館 | 1933年、アニー・ボルトン・マシューズ・ブライアントが遺贈。 |
| Rutson                                          | 1694年 | 王立音楽アカデミー | クリオ・グールドが演奏。 |
| Fetzer                                          | 1695年 | | |
| Lincoln                                         | 1695年 | | 1970年にダッドリー・ペラム夫人が、ハレ管弦楽団に指導者が使用するために貸与することを条件に、リンカンの人々に遺贈した。 |
|                                                 | 1696年 | | 韓国生まれのクラシック音楽家、キム・ミンジンが所有。2010年にロンドンのユーストン駅で盗まれたが、2013年に回収されて競売にかけられ、英国のヴァイオリニスト、アンドリュー・ベルナルディが率いる英国の音楽祭に138万ポンドで落札された。 |
| パガニーニ (Paganini)                           | 1697年 | Edvin Marton | ディマ・ビランは、このトラディバリウスを演奏し、エフゲニー・プルシェンコとエドヴィン・マートンとともに、ユーロビジョン・ソング・コンテスト2008で優勝した。 |
| Molitor                                         | 1697年 | Madame Juliette Recamier, Paris (? - 1804) Count Gabriel-Jean-Joseph Molitor, Paris (1804 - 1849) Molitor family (1849 - 1917) J. Mazeran, Paris (1917 - 1923) The Curtis Institute, Philadelphia (1929 - 1936) R. A. Bower, Somerset (1937 - 1957) Muriel Anderson, Londonderry (1957 - 1989) Elmar Oliveira (1989 - 1994) Albert Stern (1994 - 2010) Anne Akiko Meyers (2010 -)                                                                   | ナポレオン・ボナパルトが所有していたと考えられている。2011年6月20日にレディ・ブラントが落札されるまでの世界新記録となる360万ドルでタリシオオークションにおいて落札された。 |
| Cecilia C A (Capitulum Agriense)                | 1697年 | Formerly owned by Zelnik Istvan Southeast Asian Gold Museum since 2011, now played by Katalin Kokas | 1827年にJohann Ladislaus Pyrker、1945年に未知のプロテスタントまたはユダヤ教徒、2011年にアラニムゼウムが所有。 |
| ex. Rainville                                   | 1697年 | NPO法人イエロー・エンジェル | |
| Cabriac                                         | 1698年 | | 麻生泰が所有。 |
| Baron Knoop                                     | 1698年 | | ヨハン・クヌープ男爵が所有していた11台のストラディバリ・ヴァイオリンのうちの1台。 |
| ヨアヒム (Joachim)                              | 1698年 | Fridart Foundation | ユーゴ・コルチャック、ジョーン・フィールドが所有していたが、現在はデビッド・ジョセフォウィッツ博士が所有している（ジュネーブのフリダート財団）。 |
| Duc de Camposelice                              | 1699年 | Cho-Liang Lin | |
| Lady Tennant; Lafont                            | 1699年 | Charles Phillipe Lafont Marguerite Agaranthe Tennant | ストラディヴァリ協会の仲介によりiang Gaoに貸与され、2005年4月にクリスティーズのオークションで2,032,000ドルで落札された。 |
| Countess Polignac                               | 1699年 | | ギル・シャハムに貸与。 |
| Castelbarco                                     | 1699年 | アメリカ議会図書館 | 寄贈：ガートルード・クラーク・ウィットール |
| Kustendyke                                      | 1699年 | Royal Academy of Music | |
| Crespi                                          | 1699年 | Fridart Foundation | |
| ex-Berglund                                     | 1699年 | フィンランド文化財団 | 指揮者のパーヴォ・ベルグルンドが以前所有していたもの。2012年6月、フィンランド文化財団がベルグルンドの遺産から購入。アンティ・ティッカネンに貸与されている。 |
| The Penny                                       | 1700年 | Barbara Penny | |
| ドラゴネッティ (Dragonetti)                     | 1700年 | 日本音楽財団 | イタリアの著名なコントラバス奏者ドメニコ・ドラゴネッティによって大切に所有されていたことから、この名前で呼ばれる。以前はアルフレード・カンポリが所有していたが、現在はヴェロニカ・エーベルレが演奏している。前田妃奈へ貸与。 |
| Jupiter                                         | 1700年 | Giovanni Battista Viotti | 1964年からアーノルド・ベルニック（カリフォルニア州ロサンゼルス）が所有し、演奏している。 |
| Taft; ex-Emil Heermann                          | 1700年 | Canada Council for the Arts | 2009年から2012年までカウンシルの1729年製グァルネリを所有していたNikki Chooiに貸与されていたが、現在はChooiの弟のTimothy Chooiに貸与されている。 |
| Ward                                            | 1700年 | アメリカ議会図書館 | 寄贈：ガートルード・クラーク・ウィットール |
| Dushkin                                         | 1701年 | | バッファロー・フィルハーモニー管弦楽団コンサートマスター、デニス・キムに貸与。 |
| Markees                                         | 1701年 | Shozo Nakajima | |
| Irish                                           | 1702年 | Pohjola Bank Art Foundation, Finland | Antti Tikkanenに貸与。 |
| Conte de Fontana; ex-Oistrakh                   | 1702年 | Riccardo Brengola Pro Canale Foundation | Mariana Sirbuに貸与 以前はデビッド・オイストラフ（1959-1966）が所有していた。1959年にパリで購入し、1966年に1705年製のマルシックと交換した。 |
| Lukens; Edler Voicu                             | 1702年 | A. W. Lukens Ion Voicu Romania Culture Ministry | アレクサンドル・トメスクに2023年まで貸与中。 |
| King Maximilian Joseph                          | 1702年 | Maximilian Joseph III of Bavaria 1745/77 King Maximilian Joseph of Bavaria 1799/1825 King Ludwig II of Bavaria 1864 Franz Rampftler (Munich) 1886 von Knorzinger and his family 1920/23 Hug & Co. 1923 Hamma & Co. (Stuttgart) Marc E. Maartens (Kew Gardens) Victor Mannheimer 1925/28 Mannheimer family 1928/61 Rembert Wurlitzer Inc. 1961 Irving Levick (Buffalo) 1961/98 Anonymous Stradivari Society Patron Anonymous group of investors 2007 | ベレント・コルフカーに終身貸与。 |
| Lyall                                           | 1702年 | | |
| Lord Borwick                                    | 1702年 | 株式会社 黒澤楽器店 | 2020年より髙木凜々子に貸与。 |
| Antonio Stradivari                              | 1703年 | Bundesrepublik Deutschland | ベルリン楽器博物館 に展示。 |
| La Rouse Boughton                               | 1703年 | オーストリア国立銀行 | コペルマン・カルテットのボリス・クシュニールに貸与。 |
| Lord Newlands                                   | 1702年 | 日本音楽財団 | イギリスのニューランズ卿（1825～1906）によって生涯大切にされていたため、この名前で呼ばれる。レイ・チェンに貸与 キム・スーヤンに貸与。 |
| Allegretti                                      | 1703年 | | |
| Alsager                                         | 1703年 | | |
| Lady Harmsworth                                 | 1703年 | Paul Bartel | ストラディヴァリ協会の仲介により、クリストフ・バラティに貸与。 |
| Emiliani                                        | 1703年 | アンネ＝ゾフィ・ムター | |
| ex-Foulis                                       | 1703年 | | カレン・ゴーミヨに貸与。 |
| Liebig                                          | 1704年 | Wolfgang Schneiderhan Rony Rogoff | 1991年よりロニー・ロゴフが所有。 |
| Betts                                           | 1704年 | アメリカ議会図書館 | ガートルード・クラーク・ウィットールが寄贈。 |
| Gleni                                           | 1704年 | | |
| Sleeping Beauty                                 | 1704年 | Landeskreditbank Baden-Wurttemberg - Forderbank (L-Bank) | イザベル・ファウストに貸与されている。オリジナルのネックが残っている数少ないストラディヴァリのバイオリンの一つ。 |
| Prince Obolensky                                | 1704年 | | エスター・ユーに貸与。 |
| ex. Viotti                                      | 1704年 | NPO法人イエロー・エンジェル | |
| Baron von der Leyen                             | 1705年 | Private owner | 2012年4月26日、Talisio社により260万ドルで競売にかけられる。 |
| ex-Marsick; ex-Oistrakh                         | 1705年 | | ダヴィド・オイストラフ（1966-1974）が以前所有していたもので、1702年製のコンテ・ディ・フォンタナとの交換で入手。 |
| ex-Tadolini                                     | 1706年 | The collection of Mr & Mrs Rin Kei Mei | |
| ex-Brustlein                                    | 1707年 | オーストリア国立銀行 | |
| La Cathedrale                                   | 1707年 | Nigel Kennedy | |
| ex-Prihoda                                      | 1707年 | Luz Leskowitz | ルッツ・レスコウィッツの師匠であるチェコのヴァイオリニスト、ヴァアア・ピホーダが以前所有していたもの。 |
| Hammer                                          | 1707年 | Christian Hammer (collector) | 2006年5月16日、ニューヨークのクリスティーズで、5分間の入札の後、3,544,000米ドル(2,765,080ユーロ)で落札された。 |
|                                                 | 1707年 | Russian State Collection - Glinka Museum, Moscow | |
| Le Davidoff                                     | 1708年 | Musee de la Musique, Paris | 1887年に美術館に遺贈される |
| Le Tua                                          | 1708年 | Musee de la Musique, Paris | 1935年に当館に寄贈 |
| Burstein; Bagshawe                              | 1708年 | | ジェイコブス家が所有し、サンディエゴ交響楽団のコンサートマスターであるジェフ・セイヤーに貸し出されている。 |
| Huggins                                         | 1708年 | 日本音楽財団 | イギリスの天文学者ウィリアム・ハギンス卿が購入し、生涯所有していたことから「ハギンス」と呼ばれている。ヴァイオリンのためのエリザベート王妃コンクールの直近の優勝者、現在2019年版の優勝者ステラ・チェンに貸与されている。ドミトロ・ウドヴィチェンコに貸与。 |
| Regent                                          | 1708年 | Owned by the Fridart Foundation | |
| Ruby                                            | 1708年 | | ストラディヴァリ協会の仲介により、チェン・シーに貸与。 |
| Strauss                                         | 1708年 | | ストラディヴァリ協会の仲介により、クララ＝ジュミ・カンに貸与。 |
| Greffuhle                                       | 1709年 | | 1997年にハーバート・R・アクセルロッドによりスミソニアン博物館に寄贈された。現在はアクセルロッド・カルテットの一員。 |
| Berlin Hochschule                               | 1709年 | | |
| ex-Hammerle; ex-Adler                           | 1709年 | Osterreichische Nationalbank | ライナー・ホーネックに貸与。 |
| Ernst                                           | 1709年 | Heinrich Wilhelm Ernst About 1850-1865 Wilma Neruda 1872 | 2003年までDenes Zsigmondyに貸与。 |
| Engleman                                        | 1709年 | 日本音楽財団 | アメリカのアマチュア・ヴァイオリン奏者で臨床医学博士のエフレイム・エングルマンが所有していたことから、この名前で親しまれている。ヴィルデ・フラングに貸与 ティモシー・チューイに貸与。 |
| King Maximilian; Unico                          | 1709年 | Axel Springer Foundation | ベルリン・フィルハーモニー管弦楽団のコンサートマスター、ミシェル・シュヴァルベに貸与（1966 - 1986年）。1999年に盗まれたと報告。 |
| Viotti; ex-Bruce                                | 1709年 | Royal Academy of Music | 2005年7月に英国政府が相続税の代わりに取得した後、英国王立音楽院に割り当てられた。追加資金は、National Heritage Memorial Fund、National Art Collections Fund、J & A Beare、The Belmont Trust、Nigel Brown、the members of the Bruce family、Albert Frost CBE、Elizabeth Insall、Ian Stoutzker OBE、Old Possum's Practical Trust、BBC Two's The Culture Show、匿名の寄付者から提供された。 |
| Marie Hall                                      | 1709年 | Giovanni Battista Viotti The Chi-Mei Collection | ヴァイオリニスト、マリー・ホールにちなんで命名。 |
| ex-Kempner                                      | 1709年 | | Soovin Kimに貸与 |
| La Pucelle                                      | 1709年 | Huguette Clark David Fulton | 19世紀にパリのディーラー、ジャン・バティスト・ヴィヨームが分解し、ラ・ピュセルと呼ばれる処女戦士ジャンヌ・ダルクの彫刻を施したテールピースを追加した。 |
| Camposelice                                     | 1710年 | 日本音楽財団 | 1880年代にフランスのカンポセリーチェ公爵の手に渡ったことから「カンポセリーチェ」と呼ばれている。スヴェトリン・ルセフに貸与。マリア・ドゥエニャスに貸与。。 |
| Lord Dunn-Raven                                 | 1710年 | アンネ＝ゾフィ・ムター | |
| ex-Roederer                                     | 1710年 | | ダヴィッド・グリマルに貸与（アイラ・エルデュランが37年間所有）。 |
| ex-Vieuxtemps                                   | 1710年 | Purchased 1900 by Leopold Geissmar, a lawyer and amateur musician in Mannheim His daughter Berta had it in 1944. | サミュエル・マガド（シカゴ交響楽団コンサートマスター、1972年～2007年）に貸与されているVieuxtemps-Hauserのバイオリンと混同しないこと。 |
| Dancla                                          | 1710年 | 江藤俊哉 | ストラディバリが66歳の頃に製作した楽器。シャルル・ダンクラ(Charles Dancla)、およびナタン・ミルシテイン(Nathan Milstein)が使用していたことに由来し、"ダンクラ/ミスシテイン"と呼ばれている。 保存状態が非常に良い1本で、スクロールの黒い縁飾りがきれいに残っている。1717年と記されたラベルが貼られているが、これはオリジナルではない。また、鉛筆書きで「Charles Dancla, 1873」と書かれている。 |
| Davis                                           | 1710年 | Mr. and Mrs. William S. Davis | フォートワース交響楽団コンサートマスター、マイケル・シーに貸与されている。 |
|                                                 | 1710年 | Russian State Collection - Glinka Museum, Moscow | |
| the Antonius                                    | 1711年 | Metropolitan Museum of Art | アニー・ボルトン・マシューズ・ブライアントの遺贈（1933年）。 |
| the Lady Inchiquin                              | 1711年 | previously owned by Fritz Kreisler | ドイツの銀行会社、フランク・ピーター・ツィンマーマンが演奏。WestLB AGが彼の使用のために購入したもの。 |
| Earl of Plymouth; Kreisler                      | 1711年 | Los Angeles Philharmonic | 1925年、プリマス伯爵の屋敷の倉庫で、メサイアやアラードのヴァイオリンと共に発見される。1928年にフリッツ・クライスラーが購入し、その後1946年に彼が売却した。 |
| Liegnitz                                        | 1711年 | | 以前はシモン・ゴールドバーグが所有していた。 |
| Tartini                                         | 1711年 | NPO法人イエロー・エンジェル | |
| Viotti                                          | 1712年 | Giovanni Battista Viotti Henry Hottinger Collection | 1965年からはアイザック・フルヴィッツが所有している。 |
| Le Fountaine                                    | 1712年 | | これは1712年に製作された「ヴィオリーノ・ピッコロ」で、上から下までの長さが475mmと、通常のバイオリンよりも100mmほど短くなっている。 |
| Le Brun                                         | 1712年 | Niccolo Paganini From circa 1806 Charles-Francois Lebrun Boutillier Family Until 1893 Chardon et Fils From 1893 Vincenzo Sighicelli From 1922 Otto Senn From 2008 Anonymous concert violinist | 2001年11月13日、サザビーズのオークションで落札。2015年11月から2016年1月まで、アーカンソー交響楽団のコンサートマスターであるキリル・ラスカロフに貸与されていた。 |
| Karpilowsky                                     | 1712年 | Harry Solloway | 行方不明：1953年にロサンゼルスのソローエイの邸宅から盗まれた。 |
| Schreiber                                       | 1713年 | | |
| Antonio Stradivari                              | 1713年 | | |
| Boissier-Sarasate                               | 1713年 | Real Conservatorio Superior de Musica de Madrid | サラサーテ・レガンシー 1909年 |
| Daniel                                          | 1713年 | | ファン・パブロ・レイノソに貸与中。 |
| Sancy                                           | 1713年 | Ivry Gitlis | |
| Gibson; ex-Huberman                             | 1713年 | Bronisław Huberman Joshua Bell | フーベルマンから2度盗まれる。 |
| Lady Ley                                        | 1713年 | Stradivarius family | 中国のヴァイオリニスト、姚珏）（ヤオ・ジュエ）が所有。 |
| Wirt                                            | 1713年 | The Chi-Mei Collection | |
| ドルフィン (Dorphin)                            | 1714年 | ヤッシャ・ハイフェッツ 日本音楽財団 | 1860年代にこの楽器を所有していたロンドンの楽器商ジョージ・ハートが、光沢の美しい裏板のニスと華麗な見栄えが優美なイルカが光り輝いている様を思わせることから「ドルフィン」と名付けた。諏訪内晶子に長期貸与されていた（2000-2020年）が返却され、現在は、レイ・チェンに貸与中。 |
| Soil                                            | 1714年 | Amedee Soil Yehudi Menuhin Itzhak Perlman | |
| ex-Berou; ex-Thibaud                            | 1714年 | Jacques Thibaud | ダヴィッド・オイストラフが以前所有していた（彼の最初のストラディバリウスは1956年にアメリカで購入）。 |
| Le Maurien                                      | 1714年 | | 2002年に盗難に遭う。 |
| Leonora Jackson                                 | 1714年 | William Sloan Collection | |
| Massart                                         | 1714年 | Lambert Massart Gyorgy Pauk | |
| Sinsheimer; General Kyd; Perlman                | 1714年 | Itzhak Perlman David L. Fulton | |
| Smith-Quersin                                   | 1714年 | Osterreichische Nationalbank | ウィーン・フィルハーモニー管弦楽団のリーダー、ライナー・ホーネックに貸与されている。 |
| ex. Da Vinci                                    | 1714年 | NPO法人イエロー・エンジェル | |
| アラード＝バロン・ヌープ (Alard-Baron Knoop)    | 1715年 | Juan Luis Prieto | 「アラード」という名前は、フランスの名ヴァイオリニスト、ジャン＝デルファン・アラールの名から取られた。 1981年にオークションでシンガポールのコレクターに120万ドルで売却された。 |
| Baron Knoop; ex-Bevan                           | 1715年 | David L. Fulton | |
| ex-Bazzini                                      | 1715年 | | マッテオ・フェデリに貸与される。 |
| Cremonese; ex-Harold; Joseph Joachim            | 1715年 | Joseph Joachim Municipality of Cremona | イタリアのクレモナ市にあるMuseo del Violinoで展示されている。 |
| Emperor                                         | 1715年 | George Haddock (1876-1907) Edgar Haddock (1907-1910) Jan Kubelik | 1910年、ヤン・クーベリックに￡10,000で売却。 |
| Duke of Cambridge; ex-Pierre Rode               | 1715年 | NPO "Yellow Angel" | ジャニーン・ヤンセン（2020年9月より - 欧州の篤志家の厚意による） |
| Joachim                                         | 1715年 | 日本音楽財団 | 19世紀ハンガリー出身の名ヴァイオリン奏者ヨーゼフ・ヨアヒムが所有していたストラディヴァリウス1715年製ヴァイオリン3挺の内の1つ。また、ヨアヒムからヴァイオリンのレッスンを受けていた彼の兄弟の孫娘アディラ・ダラーニ（d’Aranyi）に遺贈されたことから「ヨアヒム＝アラーニ」（Joachim-Aranyi）という名前でも知られている。レイ・チェンに貸与。外村理紗に貸与。 |
| Lipiński                                        | 1715年 | Giuseppe Tartini | ミルウォーキー交響楽団のコンサートマスター、フランク・アーモンドに貸与される。2014年1月27日、武装強盗事件で盗まれ、その後回収された。 |
| Marsick                                         | 1715年 | James Ehnes | |
| Titian                                          | 1715年 | Cho-Liang Lin | |
| Ex Adolf Busch                                  | 1716年 | | 2010年よりデビッド・ギャレットが所有。 |
| Le Provigny                                     | 1716年 | Musee de la Musique, Paris | 1909年に当館に遺贈されたもの。 |
| Cessole                                         | 1716年 | | |
| Berthier                                        | 1716年 | Baron Vecsey de Vecse Franco Gulli | |
| Booth                                           | 1716年 | 日本音楽財団 | 英国のブース夫人が所有していたことから名付けられた。ブース夫人は、自身の子供たちのためにストラディヴァリの楽器でクァルテットを形成するため、1855年から1856年頃にパリの楽器商ジャン＝バティスト・ヴィヨームからこの楽器を購入した。アラベラ・シュタインバッハーに貸与、以前は佐藤俊輔に貸与、以前はジュリア・フィッシャーに貸与 MINAMI （吉田南）に貸与。 |
| Colossus / le pockface                          | 1716年 | J Chang | 2013年にeBayで個人コレクターに回収される（以前はエステート・セールから）。 |
| Duranti                                         | 1716年 | Mariko Senju | |
| Milstein ex Goldman                             | 1716年 | Nathan Milstein | Charles BeareとMilsteinファミリーがJerry Kohlに売却。 |
| Monasterio                                      | 1716年 | Ruggiero Ricci | ヴァイオリニスト、作曲家であるイエス・デ・モナステリオにちなんで名付けられた。サイラス・フォロー |
| Provigny                                        | 1716年 | | |
| メシア (Messiah)                                | 1716年 | アシュモレアン博物館 | この楽器はイタリア人楽器商のルイジ・タリシオが保有していたが、タリシオはヴィヨームなどパリの楽器商にいつもこの楽器の素晴らしさを語っていた。そして「次は必ず持ってきて見せましょう」と約束していたが、実際に楽器を持ってくる気配はなかった。それでヴィヨームの娘婿でヴァイオリニストのジャン・アラールが「それでは、まるでメシアを待つユダヤ人のようだ」と言った。これが「メシア」の名前の由来である。オックスフォードのアシュモリーン博物館に展示されている、1710年製のP.G.ロジェリのバイオリンと同じ木で作られている。 |
| ex-Windsor-Weinstein; Fite                      | 1716年 | Canada Council for the Arts | ティモシー・チョイに貸与されている。 |
| Baron Wittgenstein                              | 1716年 | The Bulgarian state | ジョン・コリリアーノ・シニア（元ニューヨーク・フィルハーモニックのコンサートマスター）が所有していたもの。1979年よりミンチョ・ミンチェフに貸与中。 |
| Gariel                                          | 1717年 | Jaime Laredo | ニコラ・ベネデッティ |
| ex-Wieniawski                                   | 1717年 | | |
| ex-Baumgartner                                  | 1717年 | Lucerne Festival Strings | ダニエル・ドッズに貸与中。 |
| Toenniges                                       | 1717年 | Strad with the Vuillaume Back The Lawrence Welk Show Dick Kesner and his Magic Stradivarius | ディック・ケスナー、ポール・トエニゲス（カリフォルニア州スタジオシティ） |
| Kochanski                                       | 1717年 | Pierre Amoyal Paweł Kochański | 1987年に盗難に遭い、1991年に回収。 |
| Sasserno                                        | 1717年 | 日本音楽財団 | 1845年からフランスのサセルノ伯爵が所有していたことからこの名前で呼ばれている。2012年までViviane Hagnerに貸与。2013年からアリナ・ポゴストキナに貸与中。 |
| ハンマ 1717 （Hammer 1717）                     | 1717年 | 前澤友作 | ストラディバリウスにしては男性的 といわれ、「ストラドの中では音が出にくい“強い楽器”で弓をきちっと弦に吸い付かせてひかないと音が出ない」。コレクターのハウエ家が所有した後、シュトゥットガルトのハンマ商会が所有していたことが名前の由来（ハンマ商会は他のストラディバリウスも所有していたことがあり、それらは「ハンマ1716」などと呼ばれる）。元ベルリンフィル第1コンサートマスターのコリヤ・ブラッハーやアルバン・ベルク四重奏団のギュンター・ピヒラー、中澤きみ子らが奏した。2025年現在は吉村妃鞠に貸与中。             |
| Viotti; ex-Rose                                 | 1718年 | Giovanni Battista Viotti Osterreichische Nationalbank | ヴォルクハルト・シュトイデに貸与。 |
| Chanot-Chardon                                  | 1718年 | Timothy Baker Joshua Bell | ギターのような形をしており、Simone Lamsmaに貸与。 |
| Firebird; ex-Saint Exupery                      | 1718年 | Salvatore Accardo | ニスの色と楽器の輝かしい音色から名付けられた。 |
| Marquis de Riviere                              | 1718年 | Daniel Majeske | 1969年から1993年までクリーブランド管弦楽団のコンサートマスターを務めていたマジェスケが演奏。 |
| San Lorenzo                                     | 1718年 | NPO法人イエロー・エンジェル | Georg Talbotより取得。 |
| ex-Count Vieri                                  | 1718年 | The collection of Mr & Mrs Rin Kei Mei | |
| Lauterbach                                      | 1719年 | Johann Christoph Lauterbach J.B. Vuillaume Charles Philippe Lafont | |
| Zahn                                            | 1719年 | LVMH | |
| Wieniawski, Bower                               | 1719年 | Benz Mercedes Zurich | チューリッヒ・トンハレ管弦楽団コンサートマスター、クライディ・サハッチに貸与。 |
| Woolhouse                                       | 1720年 | | ルドルフ・コエルマンが演奏。 |
| ex-Bavarian                                     | 1720年 | Metropolitan Museum of Art | [ 144 ] |
| Madrileno                                       | 1720年 | Rimma Sushanskaya teacher of Harvard wife of Benjamin Franklin Rembert Wurlitzer Duques de Osuna Ruggiero Ricci | |
| von Beckerath                                   | 1720年 | Michael Antonello | |
| ex-Thibaud                                      | 1720年 | Jacques Thibaud | 1953年9月1日、エールフランス178便の墜落事故で破壊される。 |
| Sinsheimer; Iselin                              | 1721年 | | 2008年にドイツのハノーバーで盗難に遭い、2009年に回収された。 |
| レディ・ブラント (Lady Blunt)                   | 1721年 | 日本音楽財団 | エイダ・ラブレスの娘であり、バイロン卿の孫娘であるレディ・アン・ブラントにちなんで命名された。レディー・ブラントは、2011年6月20日にロンドンのオークションハウス「タリシオ」で最終的に￡9,808,000（1,590万ドル）で落札され、収益は日本財団の東北地方太平洋沖地震津波救済基金に寄付された。 |
| Jean-Marie Leclair                              | 1721年 | Jean-Marie Leclair | グイド・リモンダに貸与。 |
| Red Mendelssohn                                 | 1720年 | Mendelssohn family Elizabeth Pitcairn Joseph Joachim | 1998年に公開された映画「レッド・バイオリン」のモチーフとなった ベルリンのフォン・メンデルスゾーン家のストラディヴァリのカルテットの一部であった。 |
| Birsou'                                         | 1721年 | Leon Reynier Joan Field Vy Thanh Dat Vietnam | メトロポリタン美術館に所蔵されていた その所有者の一人として知られるアメリカのヴァイオリニスト、ジョーン・フィールド（1915-1988）は、1921年から1929年までこのBirsou'を演奏していた。2002年にジョシュア・ベルが「オミオ・バビーノ・カーロ」を録音している。 |
| The Macmillan                                   | 1721年 | Tossy Spivakovsky | ヤング・コンサート・アーティスツを通じてレイ・チェンに貸与（2008年～2012年）、香港プレミア・パフォーマンスズを通じてニン・フェンに貸与（2012年～現在）。 |
| Artot                                           | 1722年 | Lorin Maazel | |
| Jules Falk                                      | 1723年 | Viktoria Mullova | 1907年、アメリカのヴァイオリニスト、ジュール・フォークが購入した。ストコフスキー指揮のフィラデルフィア管弦楽団に17歳で入団し、後にアトランティックシティのスチール・ピアの音楽監督を務めた天才児。1957年に亡くなるまで、このストラディバリウス・ヴァイオリンを弾いていた。 |
| Jupiter; ex-Goding                              | 1722年 | 日本音楽財団 | 英国の収集家ジェームズ・ゴディングによって「ジュピター」と名付けられたとされている。「インペラトル」または「旧ゴディング」としても知られている。五嶋龍に貸与。それ以前は五嶋みどり、樫本大進、マンリコ・パドヴァーニ ジュゼッペ・ジッボーニに貸与。 |
| Laub-Petschnikoff                               | 1722年 | | |
| Elman                                           | 1722年 | Chi Mei Museum | |
| Cadiz                                           | 1722年 | Joseph Fuchs | ジェニファー・フラウツキーに貸与；スペインのカディス市にちなんで命名。 |
| Rode                                            | 1722年 | | |
| Kiesewetter; ex-Keisewetter                     | 1723年 | Clement and Karen Arrison | ストラディヴァリ協会の仲介により、フィリップ・クイントに貸与される。2008年4月21日にクイントがタクシーに忘れ、翌日に回収された。 |
| Earl Spencer                                    | 1723年 | | ニコラ・ベネデッティに貸与 |
| Sarasate                                        | 1724年 | Koltius Voloninis Niccolo Paganini (1817-1840) Jean-Baptiste Vuillaume Pablo de Sarasate Musee de la Musique, Paris since 1909 | 1817年にニコロ・パガニーニに売却され、1840年にパガニーニが死去すると、息子のジャン＝バティスト・ヴィヨームに売却され、その後パブロ・デ・サラサーテが1909年に学生時代の思い出としてConservatoire de Musiqueに寄贈した。Musee de la Musiqueに展示されている。 |
| Abergavenny                                     | 1724年 | | 2010年よりレオニダス・カヴァコスが演奏 |
| Brancaccio                                      | 1725年 | 連合軍によるベルリン空襲で破壊。 | 1928年までカール・フレッシュが所有していたが、銀行家でアマチュア・ヴァイオリニストのフランツ・フォン・メンデルスゾーンに売却。 |
| Chaconne                                        | 1725年 | Osterreichische Nationalbank | ライナー・クッヘルに貸与 |
| Leonardo da Vinci                               | 1725年 | Da Vinci family | |
| Lubbock                                         | 1725年 | Jean Jacques Grasset (17??-1839) Charles Francois Gand (Paris) (1839-1844) Meugy (1844-1892) W.E. Hill & Sons (1892-1893) Neville Lubbock & Miss Lubbock (1893-1917) Destreicher (1917-1925) W.E. Hill & Sons (1925-1928) Rudolph Wurlitzer Co. (1925-1928) Caroline Powers Thomas (Scarsdale NY)(1928-1960s) | フランスの芸術家・音楽家であるジャン・ジャック・グラッセが1839年に亡くなるまで所有していたが、アマチュア音楽家のミューギーが所有・演奏し、後にミス・ラボックが所有・演奏したことで、「ラボック」という俗称が定着した。 |
| Wilhelmj                                        | 1725年 | 日本音楽財団 | 1866年以降、約30年間この楽器を所有していたドイツの著名なヴァイオリン奏者アウグスト・ウィルヘルミに因んでこの名前が付けられた。ウィルヘルミの所有していた数多くのヴァイオリンのうち最も愛用されていた一挺。バイバ・スクライドに貸与されていたもので、"ウィルヘルム "という俗称を持つ数台のストラディヴァリのバイオリンのうちの1台。金川真由美へ貸与。 |
| Hubay                                           | 1726年 | Niccolo Paganini (until 1840) Baron Achille Paganini (1840) Jean-Baptiste Vuillaume (- 1870) Francois van Hal (from 1870) Jenő Hubay (1889 - 1900) Eugen de Fischer Farkashazy (1900 - 1928) Caressa (1928 -) Albert Caressa (1954 -) | パガニーニ、フーバイ、フー・ナイユアン、ロバート・ゲルレが演奏。現在はエドヴィン・マートンが演奏。 |
| Greville; Kreisler; Adams                       | 1726年 | NPO法人イエロー・エンジェル | Fritz Kreislerより取得。 |
| Baron Deurbroucq                                | 1727年 | Baron Deurbroucq (The Hague) (1870) Robert Crawford (Edinburgh) W.E. Hill & Sons (1902) Hans Wessely (1903 - 1926) David D. Walton (Boston) (1926) Emil Herrmann (19?? - 1945) Fredell Lack (1945-2014) Beare's International Violin Society (2015 - 現在) | 現在、Janine Jansenが使用している。 |
| Barrere                                         | 1727年 | | ストラディバリ協会の仲介により、ロザンヌ・フィリッピンに貸与。 |
| Benvenuti                                       | 1727年 | | モーリス・ハッソンが所有。 |
| Davidoff-Morini                                 | 1727年 | owned by violinist Erica Morini, purchased for her by her father in Paris in 1924 for $10,000 | 1995年に盗まれて行方不明。 |
| ex-General Dupont                               | 1727年 | Arthur Grumiaux | フランク・ペーター・ツィンマーマンに貸与。 |
| Holroyd                                         | 1727年 | | ガブリエル亀田が所有。 |
| Kreutzer                                        | 1727年 | Maxim Vengerov | クロイツァーの名を持つ4台のストラディヴァリ製ヴァイオリンのうちの1台（1701年、1720年、1731年）。 |
| ex-Reynier or Le Reynier; Hart; ex-Francescatti | 1727年 | LVMH since 1993 or 1994 Salvatore Accardo | 1847年にパリのコンセルヴァトワールで優勝したレオン・レイニエにちなんで名付けられた。マクシム・ヴェンゲーロフに貸与されている。現在はオーギュスタン・デュメイに貸与されている。 |
| Paganini-Conte Cozio di Salabue                 | 1727年 | 日本音楽財団 | このヴァイオリンと、1680年製のパガニーニ＝ドサンのヴァイオリン、1731年製のパガニーニ＝メンデルスゾーンのヴィオラ、1736年製のパガニーニ＝ラデンブルクのチェロでパガニーニ四重奏団を構成している。 ハーゲン・カルテットのルーカス・ハーゲンに貸与中。 |
| Halphen                                         | 1727年 | Angelika Prokopp Private Foundation | エックハルト・ザイフェルトに貸与。 |
| Vesuvius                                        | 1727年 | Antonio Brosa Remo Lauricella Town of Cremona | カヴァレーゼにて展示中。 |
|                                                 | 1727年 | Suntory Foundation for Arts | 南紫音に貸与。 |
| A. J. Fletcher; Red Cross Knight                | 1728年 | A. J. Fletcher Foundation | ニコラス・キッチン（ボロメオ弦楽四重奏団）に貸与：楽器はオモボノ・ストラディヴァリウス製。 |
|                                                 | 1728年 | Australian Chamber Orchestra Instrument Fund | オーケストラのアシスタントリーダー、サトゥ・ヴァンスカに貸与。 |
| Artot-Alard                                     | 1728年 | Endre Balogh | 1996年にグレッグ・アルフとジョセフ・カーティンが現代の材料と方法でこのコピー楽器を制作した。バローグは1728年製のオリジナルとレプリカの両方で演奏している。 |
| Dragonetti-Milanollo                            | 1728年 | Giovanni Battista Viotti Domenico Dragonetti Teresa Milanollo Christian Ferras Pierre Amoyal | コリー・セロヴセックに貸与。 |
| Perkins                                         | 1728年 | Los Angeles Philharmonic | ルイジ・ボッケリーニが所有していたが、フレデリック・パーキンスにちなんで名付けられた。 |
| Benny                                           | 1729年 | Jack Benny Los Angeles Philharmonic | ジャック・ベニーがロサンゼルス・フィルハーモニックに遺贈。 |
| Solomon, ex-Lambert                             | 1729年 | Murray Lambert Seymour Solomon | ニューヨークのクリスティーズで2,728,000米ドル（約204万円）で落札される。 |
| Innes                                           | 1729年 | | オイゲン・サルブに貸与、以前はヴィエニアフスキに貸与。 |
| Libon                                           | 1729年 | Felipe Libon Josef Suk | |
| Guarneri                                        | 1729年 | Canada Council for the Arts | ティモシー・チョイに貸与。2009年から2012年まで貸与されたニッキー・チョイの弟で、2012年に評議会の1700 Taft Stradivariの寄贈者に選ばれた。 |
| Recamier                                        | 1729年 | Ueno Fine Chemicals Industry, Ltd. | 庄司紗矢香に貸与中 |
| Baldiani                                        | 1730年 | Antonio Strad Violin, San Antonio TX | Antonio Strad Violin社（テキサス州サンアントニオ）にて販売中。 |
| Ex-Neveu                                        | 1730年 | Marcel Vatelot | オモボノ・ストラディヴァリ社製。1935年、ヴィエニアフスキ・コンクールに参加するためにジネット・ヌヴーが購入。1949年にアゾレス諸島で起きた飛行機事故でヌヴーと共に行方不明になった。 |
| Royal Spanish                                   | 1730年 | Anne Akiko Meyers | スペイン国王が所有していたこともある。 |
| Lady Jeanne                                     | 1731年 | Donald Kahn Foundation | ベンジャミン・シュミットに貸与されている。 |
| Kreutzer                                        | 1731年 | Huguette M. Clark | クロイツァーの異名を持つ4台のストラディヴァリのヴァイオリンのうちの1台（1701年、1720年、1727年）、2014年6月18日ニューヨークのクリスティーズで落札された。 |
| Garcin                                          | 1731年 | Jules Garcin Sidney Harth | |
| Heifetz-Piel                                    | 1731年 | Rudolph Piel Jascha Heifetz | |
| ?                                               | 1731年 | Pierre Gerber Hansheinz Schneeberger | ハンスハインツ・シュネーベルガー（1959年からのオーナー） |
| Baillot                                         | 1732年 | Fondazione Casa di Risparmio | ジュリアーノ・カルミニョーラに「ヴィヴァルディ：2つのヴァイオリンのための協奏曲」のDG録音を貸与。 |
| Duke of Alcantara                               | 1732年 | An obscure Spanish nobleman described as an aide-de-camp of King Don Carlos UCLA | ジュヌビエーブ・ヴェダーは1960年代にこの楽器をUCLAの音楽学部に寄贈した。1967年、この楽器はデビッド・マーゲッツに貸し出された。彼の車の屋根の上に置いてあったのか、盗まれたのかは定かではないが、高速道路で見つけたと主張するアマチュアバイオリニストから回収されるまで、27年間も行方不明とされていた。ストラディバリウスは1995年にUCLAに返還されたが、その後和解が成立した。 |
| Red Diamond                                     | 1732年 | Louis Von Spencer IV | |
| Tom Taylor                                      | 1732年 | | 以前はジョシュア・ベルが所有していた。 |
|                                                 | 1732年 | | ユタ州ソルトレイクシティのPeter Prier & Sons Violinsで販売中。 |
| Arkwright Lady Rebecca Sylvan                   | 1732年 | Carlo Alfredo Piatti John Hungerford Arkwright Joseph Sylvan Rachel Elizabeth Barton Foundation | 2015年にシルヴァンが財団に寄贈。 |
| Des Rosiers                                     | 1733年 | Angele Dubeau | アーサー・ルブランが以前所有していたもの。 |
| Huberman; Kreisler                              | 1733年 | Bronisław Huberman Fritz Kreisler | |
| Khevenhuller                                    | 1733年 | Yehudi Menuhin | |
| Rode                                            | 1733年 | | 現在はマギーニ財団の提供によりエルザン・クリバエフが使用している。 |
| Ames                                            | 1734年 | Roman Totenberg | 1981年に盗まれ、2015年6月に発見され、2015年8月6日にトーテンベルグ家に返還された。2018年10月現在、不明な作家に販売された。 |
| Scotland University                             | 1734年 | Sau-Wing Lam Collection | 現在、クレモナのアントニオ・ストラディヴァリ財団の提供により、セルゲイ・クリロフが使用している。 |
| Baron Feilitzsch; Heermann                      | 1734年 | Baron Feilitzsch Hugo Heerman Gidon Kremer | |
| Habeneck                                        | 1734年 | Royal Academy of Music | |
| Herkules; Ysaye; ex-Szeryng; King David         | 1734年 | Eugene Ysaye Charles Munch Henryk Szeryng State of Israel | 1908年、サンクトペテルブルクでのコンサート中に、楽屋に放置していたイザイから盗まれた。1925年にパリの店で再び発見された。1972年にエルサレム市に寄贈された。彼の遺志により、このヴァイオリンはイスラエル・フィルハーモニー管弦楽団のコンサートマスターが演奏することになっている。 |
| Lord Amherst of Hackney                         | 1734年 | Fritz Kreisler | |
| Lamoureux; ex-Zimbalist                         | 1735年 | | 紛失：盗難 |
| サマズィユ (Samazeuilh)                         | 1735年 | 日本音楽財団 | 1836年に楽器商のルイジ・タリシオによってイタリアからフランスへ持ち込まれ、1909年にはサマズィユ家が所有していたことから「サマズィユ」と呼ばれている。1923年に楽器を所有することになったヴァイオリンの巨匠ミッシャ・エルマンは「ストラディバリウスの中で最高の音色を持つ楽器の1つ」と1926年に手紙に記している。リュン・リーに貸与。。 |
| ムンツ (Muntz)                                  | 1736年 | 日本音楽財団 | 英国バーミンガムの有名な収集家でアマチュアのヴァイオリン奏者でもあったH.M.ムンツが所有していたことから、この名が付けられた。楽器の内部に貼られたラベルには、ストラディヴァリ本人の手書きで「d'anni 92（92歳）」と書かれている。2007年11月から有希・マヌエラ・ヤンケに貸与されている。吉本梨乃へ貸与。 |
| ex-Roussy                                       | 1736年 | Chisako Takashima | |
| Yale Stradivari                                 | 1736年 | Yale University, Collection of Musical Instruments | |
| Yusupov                                         | 1736年 | Russian State Collection, - Glinka Museum, Moscow | ダヴィド・オイストラフ（1930年代～1941年）に貸与されていた。 |
| Comte d'Amaille                                 | 1737年 | | |
| Lord Norton                                     | 1737年 | | |
| Il Mio Preferito; L'ultimo                      | 1737年 | | |

### ヴィオラ
There are thirteen known extant Stradivari violas.
| 愛称                 | 制作年 | 所有していた人物                                               | 備考 |
| -------------------- | ------ | -------------------------------------------------------------- | --- |
| Mahler               | 1672   | Habisreutinger Foundation                                      | ストラディヴァリウスの最初のヴィオラで、現在はフランスのヴィオリスト、アントワーヌ・タメスティに貸し出されている。 |
| Tuscan-Medici Tenor  | 1690   | Cosimo III de' Medici Conservatorio Luigi Cherubini (Florence) | 展示中 メディチ家の五重奏曲の一部。 |
| Tuscan-Medici        | 1690   | Cosimo III de' Medici Cameron Baird                            | トスカーナ大公フェルディナンド1世の依頼で製作されたもので、現在アメリカ議会図書館に貸し出されている。メディチ家の五重奏曲の一部。 |
| Axelrod              | 1696   |                                                                | 1997年にハーバート・R・アクセルロッドによりスミソニアン協会に寄贈された。現在はアクセルロッド・カルテットの一部となっている。 |
| Archinto             | 1696   | Royal Academy of Music                                         | 1696年の「アルチント」は、その優雅さと壮大さ、そして保存状態の良さから見て、間違いなく知られている最高の例である。 |
| Spanish Court        | 1696   | Patrimonio Nacional, Palacio Real, Madrid, Spain               | ヴァイオリン・デュオ「ロス・デコラドス」（スペインのIとII）や1694年のスペイン宮廷用チェロと合わせて、「クアルテート・リアル」（王家の四重奏）と呼ばれている。 |
| MacDonald            | 1701   | Peter Schidlof                                                 | 2014年春、ロンドンの楽器オークションハウスIngles & Haydayとサザビーズが共同で開催するオークションに出品され、サイレントオークションで落札される予定であった。2014年6月25日に落札価格が発表される予定であったが、最低落札価格の4,500万ドルに見合う買い手がつかなかったため、この楽器は落札されなかった。                                                                      |
| Kux; Castelbarco     | 1714   | Fridart Foundation                                             | ジャン・バティスト・ヴィヨームによるヴィオールからヴィオラへの改造品。 |
| The Russian          | 1715   | Russian State Collection                                       | |
| Cassavetti           | 1727   | アメリカ議会図書館                                             | ガートルード・クラーク・ウィットールが提供。 |
| Paganini-Mendelssohn | 1731   | 日本音楽財団                                                   | このヴィオラと、1680年製のパガニーニ＝デサンのヴァイオリン、1727年製のパガニーニ＝コンテ・コジオ・ディ・サラブエのヴァイオリン、1736年製のパガニーニ＝ラデンブルクのチェロで、パガニーニ四重奏団を構成している。ゴールドムンド・カルテットからクリストフ・ヴァンドリーに貸与されている。元はベルリンのフォン・メンデルスゾーン家のストラディヴァリのカルテットの一員だった。 |
| Gibson               | 1734   | Habisreutinger Foundation                                      | 現在、スイスの弦楽トリオ「トリオ・オレイド」のヴィオリスト、ウルスラ・サーンテインに貸与されている。 |

### チェロ
アントニオ・ストラディバリは生涯に70-80挺のチェロを製作し、63挺が現存する。
| 愛称                          | 制作年 | 所有していた人物                                                                                 | 備考 |
| ----------------------------- | ------ | ------------------------------------------------------------------------------------------------ | --- |
| ex Vatican Stradivarius       | 1620*  | Wendy Sutter Emmanuel Gradoux-Matt, New York                                                     | 1620年にニコロ・アマティがヴィオラ・ダ・ガンバとして製作したものを、アマティの弟子であるアントニオ・ストラディヴァリがチェロに仕立て直したもの。 |
| ex-Du Pré; ex-Harrell         | 1673   | ジャクリーヌ・デュ・プレ リン・ハレル ヨーヨー・マ                                               | |
| General Kyd; ex-Leo Stern     | 1684   | レオ・スターン Los Angeles Philharmonic                                                          | 2004年に盗難に遭い、その後回収された。 |
| Marylebone                    | 1688   |                                                                                                  | 1997年にハーバート・R・アクセルロッドによりスミソニアン博物館に寄贈された。 |
| Medici                        | 1690   | フェルディナンド・デ・メディチ Conservatorio Luigi Cherubini アカデミア美術館                    | ルイジ・ケルビーニ音楽院のコレクションとして、アカデミア美術館のガレリアを通って、音楽院の楽器博物館で公開されている。メディチ家のチェロは、現存するストラディヴァリのチェロのうち、縮小されていない大きなサイズの3台のうちの1台である。 |
| Barjansky                     | 1690   | Alexandre Barjansky ジュリアン・ロイド・ウェバー                                                 | |
| ex-Gendron; ex-Lord Speyer    | 1693   | Edgar Speyer; Kunststiftung NRW                                                                  | |
| Spanish Court or Decorado     | 1694   | Patrimonio Nacional, Palacio Real, Madrid, Spain                                                 | マリア・クリーゲルに貸与されている。以前はモーリス・ジャンドロンに貸与されていた（1958-1990）。 |
| Bajo Palatino                 | 1700   | Patrimonio Nacional, Palacio Real, Madrid, Spain                                                 | ヴァイオリン・デュオ「ロス・デコラドス」（スペインのIとII、1687-1689年）、1700年のチェロ「バホ・パラティーノ」、1696年のスペイン宮廷用ヴィオラと合わせて「クインテート・レアル」または「クインテート・パラティーノ」（王家の五重奏、宮殿の五重奏）と呼ばれている。オリジナルのカルテットである。Juan Ruiz Casauxを参照。                                                                                                   |
| Bonjour                       | 1696   | Abel Bonjour Canada Council for the Arts                                                         | ヴァイオリン・デュオ、ロス・デコラドス（スペイン人IとII）、1694年のスペイン宮廷チェロ、1696年のスペイン宮廷ヴィオラと一緒に収録されているときは、「Quinteto Palatino」または「Quinteto Palatino（The Royal Quintet or Palace Quintet）」と総称されている。 |
| Lord Aylesford                | 1696   | 日本音楽財団                                                                                     | イギリスのアマチュア奏者アイレスフォード卿が1780年代初期にイタリアの名高いヴァイオリン奏者フェリーチェ・デ・ジャルディーニ（1716～1796）から購入し、その後アイレスフォード家に約100年間所有されていたことからこの名前が付けられた。ブライアン・チェンに貸与されている。横坂源へ貸与。 |
| Castelbarco                   | 1697   | アメリカ議会図書館                                                                               | パブロ・フェランデスに貸与されている。以前は石坂団十郎とヤーノシュ・シュタルケル（1950-1965）に貸与されていた。 |
| Cholmondeley Cello            | 1698   | Anonymous collector                                                                              | ガートルード・クラーク・ウィットールより寄贈された。 |
| Stauffer; ex-Cristiani        | 1700   | Johann Georg Stauffer Jean Louis Duport Elise Barbier Cristiani                                  | 1988年に682,000英ポンド（120万米ドル）で購入された。 |
| Servais                       | 1701   | National Museum of American History                                                              | クレモナの市民博物館に展示。 |
| Paganini-Countess of Stanlein | 1707   | Bernard Greenhouse                                                                               | アンナー・ビルスマに貸与される。 |
| Boccherini; Romberg           | 1709   |                                                                                                  | 2012年1月に約600万ドルでモントリオールの芸術家に売却。（後にジャクリーヌ・デマレと判明）ステファン・テトルーに貸与。 |
| Markevitch; Delphino          | 1709   | Owned by the Fridart Foundation                                                                  | かつてパブロ・カザルスが演奏していた。 |
| Gore Booth; Baron Rothschild  | 1710   | Rocco Filippini                                                                                  | |
| Duport                        | 1711   | ムスティスラフ・ロストロポーヴィチ(1974 - 2007)                                                  | 1938年にナチスによってグスタフ・ブロッホ・バウアーから盗まれ、1956年までドイツ当局に預けられていた。映画「黄金の女」に登場するチェロは、ロスチャイルド家から終身貸与されていたブロッホ＝バウアーが演奏している。 |
| Mara                          | 1711   | ハインリヒ・シフ Amedeo Baldovino                                                                | |
| Davidov                       | 1712   | Count Matvei Wielhorski (1794 - 1866) カルル・ダヴィドフ ジャクリーヌ・デュ・プレ                | 1963年7月、モンテビデオ-ブエノスアイレス間のフェリーが火災で沈没した際に失われたが、後にケースに入った状態でバラバラに回収され、W.E.Hill & Sons社によって再建された。 |
| Batta                         | 1714   | J. P. Thibout Alexander Batta W.E. Hill & Sons Baron Johann Knoop グレゴール・ピアティゴルスキー | ヨーヨー・マに貸与される。 |
| de Vaux                       | 1717   |                                                                                                  | 現在、ニューヨークのメトロポリタン美術館に展示されている。 |
| Amaryllis Fleming             | 1717   | ex-Blair-Oliphant, ex-Hegar, ex-Kühn, ex-Küchler                                                 | アダム・クロチェクに貸与される。 |
| Becker                        | 1719   | フーゴ・ベッカー                                                                                 | 作家のイアン・フレミングとピーター・フレミングの異母姉、アマリリス・フレミングが所有していたもの。ネック、ヘッド、テーブルは、18世紀にスペインのルシアー、ホセ・コントレラスによって大規模な修理が行われた後、オリジナルではなく、2008年にオークションにかけられた。 |
| Piatti                        | 1720   | Carlos Prieto                                                                                    | |
| Vaslin                        | 1723   | LVMH                                                                                             | 元はベルリンのフォン・メンデルスゾーン家のストラディヴァリのカルテットに属していた。 |
| Baudiot                       | 1725   | グレゴール・ピアティゴルスキー                                                                   | アンリ・ドゥマルケットに貸与される。 |
| Chevillard                    | 1725   | Museu da Música（リスボン）                                                                      | 祖父グレゴール・ピアティゴルスキーよりエバン・ドラックマンに遺贈される。 |
| Marquis de Corberon; ex-Loeb  | 1726   | Royal Academy of Music                                                                           | |
| Comte de Saveuse              | 1726   |                                                                                                  | フーゴ・ベッカーとオードリー・メルヴィルが所有していたが、1960年にRAMに寄贈された。メルヴィルの友人であるザラ・ネルソヴァが、メルヴィルの遺贈の条件として、2002年に亡くなるまで所有していた。現在、スティーブン・イッサーリスに貸し出されている。 |
| De Munck; ex-Feuermann        | 1730   | エマヌエル・フォイアーマンAldo Parisot 日本音楽財団                                              | ブリュッセルの名チェロ奏者アーネスト・デ・ムンク（1840-1915）が所有した事から「デ・ムンク」とも呼ばれる。その後、世界的に活躍した名チェロ奏者のエマヌエル・フォイアマンが1939年から亡くなるまで世界各地で録音・演奏に使用したことから、後に「フォイアマン」として知られることになった。Comte de Saveuse d'Abbeville、Edward Latter、Archibald Hartnell、Michael Edmonds、その後Michael Evansに貸与。カミーユ・トマに貸与。 |
| Pawle                         | 1730   | Chi Mei Museum                                                                                   | カミーユ・トーマスに貸し出し中。 |
| Braga                         | 1731   |                                                                                                  | 1999年、台湾でのコンサート前にペチュニアの首が損傷したため、ヨーヨー・マに貸し出されたことがある。 |
| Stuart                        | 1732   | Frederick the Great, Steven Honigberg                                                            | チョン・ミョンファに貸し出し中。 |
| Paganini-Ladenburg            | 1736   | 日本音楽財団                                                                                     | ウラジーミル・プーチンによると、彼の友人であるセルゲイ・ロルドゥギンがこの楽器を1200万ドルで購入したという。このチェロと、1686年製のパガニーニ＝デサンのヴァイオリン、1727年製のパガニーニ＝コンテ・コジオ・ディ・サラブエのヴァイオリン、1731年製のパガニーニ＝メンデルスゾーンのヴィオラで、パガニーニ四重奏団を構成している。Goldmund QuartetよりRaphael Paratoreに貸与されている。                                     |

### ギター
| 愛称                   | 制作年 | 所有者                    | 備考 |
| ---------------------- | ------ | ------------------------- | --- |
| ヒル (Hill)            | 1688年 | アシュモレアン博物館      | 元カバヤオ・ドルファスのストラディバリウス1724年製 |
| サビオナリ (Sabionari) | 1679年 | 個人所有                  | 現在、唯一演奏可能なストラディヴァリのギター。初期の塗装されたバイオリン「サンライズ」や「ヘリエ」と同時代のもの。他の多くのバロック・ギターと同様に、19世紀初頭の楽器演奏に合わせて再設計されている。最近、ロレンツォ・フリニャーニによって、5コースの弦を張ったオリジナルのバロック構成に復元された。 |
| ローリンズ (Rawlins)   | 1700年 | 国立音楽博物館            | |
| Vuillaume              | 1711年 | Cite de la Musique, Paris | ジャン＝バティスト・ヴィヨーム所有、1880年購入 |

## 日本人演奏家が使用するもの
| 製造年  | 愛称                                       | 種別 | 使用者          | 自己所有/貸与団体                 | 備考 |
| ------- | ------------------------------------------ | ---- | --------------- | --------------------------------- | --- |
| 1684年  | 不明                                       | Vl   | 高橋満保子      | 自己所有                          | 自宅を売却し、購入資金に充てた。 |
| 1684年  | ウェップス （Webbs）                       | Vl   | 篠崎功子        | 自己所有                          | 日本の楽器商のところに修理に来たところにたまたま出会ったのがきっかけで購入。 |
| 1696年  | ロード・アイレスフォード（Lord Aylesford） | Vc   | 横坂 源         | 日本音楽財団                      | 日本音楽財団より横坂源へ貸与。 |
| 1698年  | テオンヴィル （Théonville）                | Vl   | 服部豊子        | 自己所有                          | 1800年にサー・ローランド・ウィンなる人物が所有していたが、数人の手を経てヴァイオリンの修復と鑑定で名高いヒル商会へと渡り、1934年に名称の由来となったグリエルモ・テオンヴィルが所有していた。その後更に所有者が何人か替わり、1974年に服部の手に渡った。                                                            |
| 1700年  | ドラゴネッティ （Dragonetti）              | Vl   | 前田妃奈        | 日本音楽財団                      | 日本音楽財団より前田妃奈へ貸与。 |
| 1702年  | ロード・ボーヴィック （Lord Borwick）      | Vl   | 髙木凜々子      | 貸与：株式会社 黒澤楽器店         | 2020年に、髙木凜々子に貸与。 |
| 1703年  | ディクソン・ポインダー （Dickson-Poynder)  | Vl   | 辻久子 2021死去 | 自己所有                          | 自宅を売却し、購入資金に充てた。名称は以前の所有者ジョン・ディクソン＝ポインダーに由来する。 |
| 1704年  | ヴィオッティ （Viotti)                     | Vl   | 三浦文彰        | 貸与：NPO法人イエロー・エンジェル | 名称はイタリアのヴァイオリン奏者で作曲家のヴィオッティが所有していたことに由来する。ヴィオッティの名を冠するストラディバリウスは他にも数丁存在する。 |
| 1707年  | ステラ （Stella)                           | Vl   | 二村英仁        | 自己所有                          | フランスの貴族が所有していたものとされていたが、2025年の報道では、第二次大戦後にベルリンの銀行から略奪されて行方不明となった「メンデルスゾーン」が出自を偽られて取引された可能性が示唆されている。 |
| 1713年  | レディ・レイ （Lady Ley）                  | Vl   | 浦川宜也        | 不明                              | 一時的に所有し、モーツァルトソナタ集の収録に使用。その後この楽器は日本ヴァイオリン経由で香港のヴァイオリニスト 姚珏）（ヤオ・ジュエ）に渡る（彼女はそれによって中国人初のストラディバリウス弾きとなる）。 |
| 1715 年 | ヨアヒム （Joachim）                       | Vl   | 外村里紗        | 日本音楽財団                      | 2023.09.01 日本音楽財団より外村理紗へ貸与開始。 |
| 1715年  | 不明                                       | Vl   | 川井郁子        | 貸与：大阪芸術大学                | - |
| 1716年  | ブース （Booth）                           | Vl   | MINAMI (吉田南) | 日本音楽財団                      | 日本音楽財団よりMIMAMI（吉田南）へ貸与。 |
| 1716年  | デュランティ （Duranti）                   | Vl   | 千住真理子      | 自己所有                          | 約300年間誰にも弾かれずに眠っていた。デュランティを最初に得たのはローマ教皇クレメンス14世であったが、教皇没後、フランス貴族のデュランティ家に約200年間保管され、1921年からの80年間はスイスの裕福な公爵家が所有。2002年に手放すことになり、最終的に幾つかの条件を満たした千住が演奏者として最初の所有者となった 。 |
| 1717年  | ハンマ1717 （Hammer1717）                  | Vl   | HIMARI          | 貸与：前澤友作                    | 前澤は2018年に1717年製「Hamma」を購入。2023年8月、HIMARI（当時12歳）への貸与が行われた。 |
| 1725年  | ウィルヘルミ （Wilhelmj）                  | Vl   | 金川真弓        | 日本音楽財団                      | 日本音楽財団から金川真弓へ貸与。 |
| 1725年  | -                                          | Vl   | 黒沢誠登        | 自己所有                          | - |
| 1727年  | -                                          | Vl   |                 | サントリー（株）                  | ヨーゼフ・ヨアヒムが所有・使用していたもの。 |
| 1727年  | イワサキ （Iwasaki）                       | Vc   | 岩崎洸          | 自己所有                          | - |
| 1729年  | レカミエ （Récamier）                      | Vl   | 庄司紗矢香      | 貸与：上野製薬（株）              | ミッシャ・エルマンが所有・使用していたもの。 |
| 1731年  | ルビノフ （Rubinoff)                       | Vl   | 神尾真由子      | 貸与：NPO法人イエロー・エンジェル | |
| 1736年  | ムンツ （Muntz）                           | Vl   | 吉本梨乃        | 日本音楽財団                      | 日本音楽財団から吉本梨乃へ貸与。 |
| 1736年  | ルーシー （Roussy）                        | Vl   | 高嶋ちさ子      | 自己所有                          | - |

## エピソード
ストラディバリウスは、優れた楽器の代名詞として、さまざまなフィクションに登場する。アーサー・コナン・ドイルの創作した名探偵シャーロック・ホームズは劇中でストラディバリウスを弾くシーンがある。
輸送中のストラディバリウスが航空事故に巻き込まれ、人物や高価な美術品と同様に大きな話題となることがある。天才ヴァイオリニストと謳われたジネット・ヌヴーが死亡した墜落事故や、そのヌヴーの師であるジャック・ティボーが来日途上に巻き込まれ死亡した墜落事故などで、それぞれの愛用の一挺が巻き込まれている。ティボーの楽器はその残骸すら発見されていない。